# Karabiny Mannlicher M1886, M1888, M1890
Karabiny Mannlicher M1886, M1888, M1890 – seria austro-węgierskich karabinów powtarzalnych, zaprojektowanych przez Ferdinanda Mannlichera. Stanowiły one podstawowe uzbrojenie żołnierzy
Armii Austro-Węgier od 1886 do 1896 roku, kiedy to zostały oficjalnie zastąpione przez karabiny Mannlicher M1895. W praktyce pozostały jednak na wyposażeniu, aż do końca I wojny światowej.
Pierwotna wersja karabinu (zasilana 11 mm amunicją czarnoprochową) została opracowana w latach 1885–1886. Wraz ze zmieniającymi się trendami w dziedzinie broni palnej, konstrukcję poddano modernizacji w roku 1888 (przystosowanie do 8 mm amunicji czarnoprochowej) oraz w 1890 (przystosowanie do 8 mm amunicji bezdymnej). Produkcję zakończono w 1896 r. po wyprodukowaniu ponad 1,2 mln egzemplarzy.
W momencie wprowadzenia karabinu do służby w 1886 r., był on bronią wyjątkowo nowoczesną. Zastosowany w nim podzamkowy magazynek pudełkowy z systemem szybkiego ładowania za pomocą ładowników, stanowił przełomową innowację, wyznaczając nową drogę rozwoju karabinów powtarzalnych. Największą wadą karabinu okazał się jednak nadmiernie uproszczony zamek dwutaktowy (niewygodny w obsłudze, podatny na uszkodzenia i zacięcia) uniemożliwiający dalszy rozwój konstrukcji. Z powodu ograniczeń zamka, próby adaptacji karabinu do zmieniających się trendów skazane zostały na porażkę, uwypuklając tylko jego wady w finalnej wersji z 1890 r., dostosowanej do nowoczesnej, ale zbyt silnej dla niego amunicji. Intensywny rozwój broni palnej końca XIX wieku sprawił, że konstrukcja karabinu bardzo szybko stała się przestarzała, ustępując ostatecznie miejsca broni bardziej niezawodnej i ergonomicznej.

## Historia

### Wczesne prototypy Mannlichera

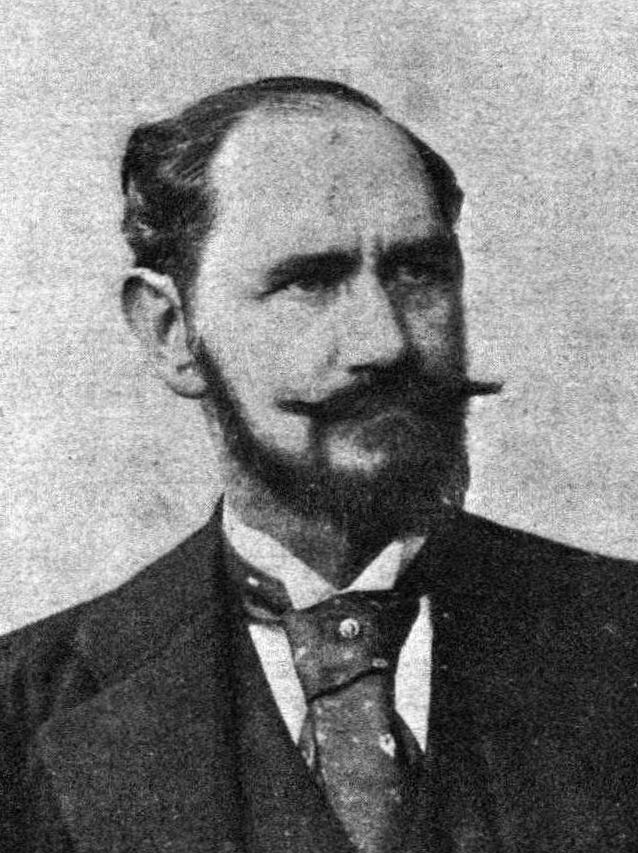
Ferdinand Mannlicher

Ferdinand Mannlicher, zanim przejawił talent jako konstruktor broni palnej, pracował jako starszy inżynier kolejnictwa. Po poznaniu Josefa Werndla został przez niego zatrudniony jako konstruktor, w Österreichische Waffenfabriksgesellschaft (Œ.W.G.) w 1877 r. Od tej pory dał się poznać jako uzdolniony wynalazca, opracowując przez kolejne lata ok. 150 prototypów pistoletów, karabinów i karabinów maszynowych.
Początki kariery Mannlichera przypadły na czas, powszechnego przezbrajania się sił zbrojnych, z karabinów jednostrzałowych na nowocześniejsze, wyposażone w magazynki karabiny powtarzalne. Dominującą koncepcją ich zasilania były stałe magazynki rurowe, umieszczane pod lufą (wzdłuż niej). Za przykład mogą posłużyć karabiny: amerykańskie Henry (1860) i Winchester (1866–1895), szwajcarskie Vetterli (1867–1881), zmodyfikowany przez Alfreda von Kropatscheka francuski Gras (1878), czy niemiecki Mauser M1871/84 (1884). Charakteryzowały się one zazwyczaj dużą pojemnością (od 5 do nawet 17 naboi), ale ich ładowanie było bardzo czasochłonne (każdy kolejny nabój ładowano pojedynczo), a wraz z opróżnianiem magazynka zmieniało się wyważenie broni (wędrujący środek ciężkości), co znacznie utrudniało strzelcowi celowanie. W związku z tym konstruktorzy poszukiwali nowych lepszych rozwiązań.
Nad ulepszeniem systemu zasilania pracował również Ferdinand Mannlicher, dlatego gdy w 1880 r. cesarska i królewska Techniczna Komisja Wojskowa (niem. k.u.k. Technisches Militärkomitee – TMK) ogłosiła konkurs na karabin powtarzalny dla armii austro-węgierskiej, postanowił wziąć w nim udział, prezentując w kolejnych latach, z ramienia Œ.W.G. swoje prototypy. Były to konstrukcje z zamkami czterotaktowymi, różniące się przede wszystkim budową magazynka:
- M1880 – z oryginalnym magazynkiem wiązkowym (wiązka 3 obrotowych magazynków rurowych, umieszczonych w kolbie) mieszczącym 15 naboi[5][6][7].

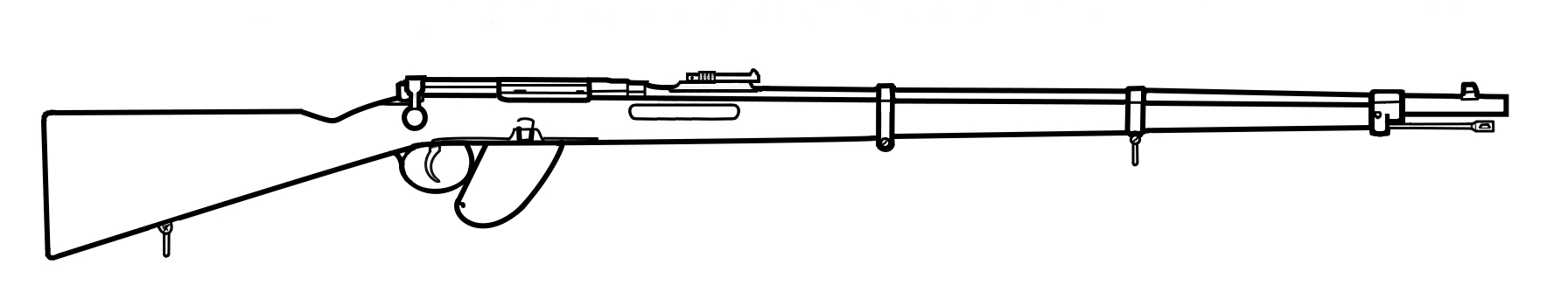
M1881

- M1881 – z wymiennym podzamkowym magazynkiem pudełkowym, wzorowanym na pomyśle Szkota Jamesa Parisa Lee[b] z 1879 r. Mannlicher jednak znacznie go usprawnił, niwelując tendencję do zacięć[8][6][9].
- M1882 (I) – z klasycznym podlufowym magazynkiem rurowym pomysłu Kropatscheka[8][6][10].
- M1882 (II) – z dołączanym od góry magazynkiem grawitacyjnym (dosyłającym naboje prostopadle w dół do zamka)[8][6][11].

Zaprezentowane prototypy nie wzbudziły jednak zainteresowania TMK i zostały odrzucone. Sytuacja uległa zmianie wraz z kolejnym modelem:

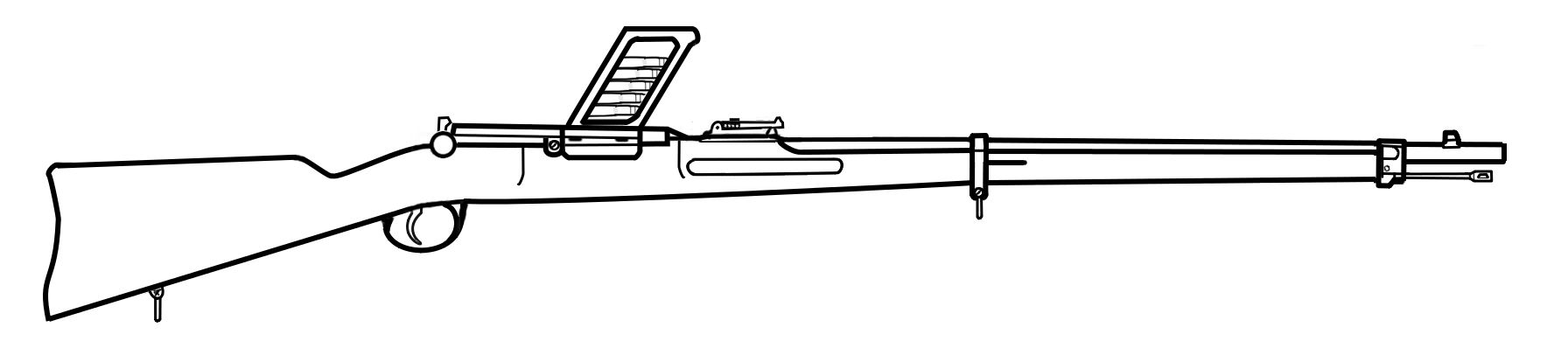
M1884

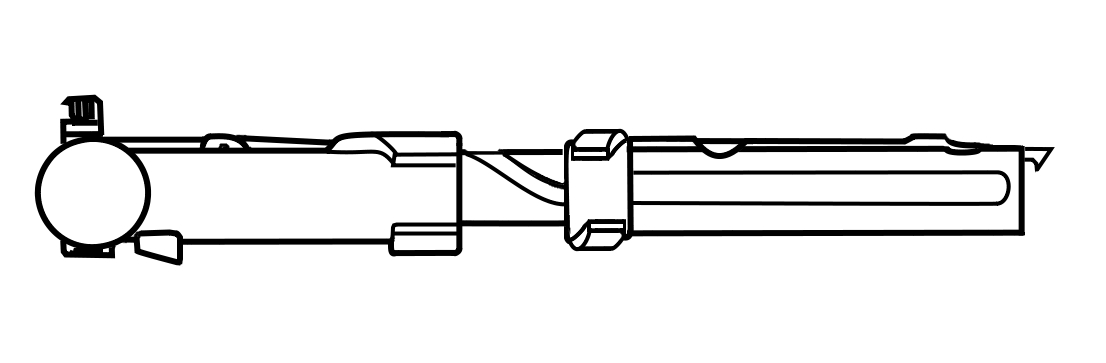
Zamek M1884
(widok boczny)

- M1884 – nadal z magazynkiem grawitacyjnym, jednak z nowym ślizgowo-obrotowym zamkiem dwutaktowym[12][6][13].

To właśnie zamek dwutaktowy, a nie magazynek zafascynował decydentów. Podczas przeładowania wymagał od strzelca wykonania jedynie dwóch ruchów (w tył i w przód), a więc o połowę mniej niż w zamkach czterotaktowych (obrót, ruch w tył, ruch w przód, obrót). Mimo iż system dwutaktowy nie był nowością, to właśnie Mannlicher jako pierwszy zaadaptował do niego konstrukcję ślizgowo-obrotową, będącą dotychczas domeną zamków czterotaktowych. Umożliwił to obrotowy tłok zaporowy (z umiejscowionymi na nim dwoma symetrycznymi ryglami), który w momencie odciągania trzonu zamka to tyłu, obracał się automatycznie, odryglowując broń. Mimo tego nowatorskiego rozwiązania TMK skrytykowała zamek jako zbyt skomplikowany, jednocześnie obawiając się jego wrażliwości na zanieczyszczenia (ciasne pasowanie elementów). Nakazano jego uproszczenie, przy jednoczesnym zachowaniu systemu dwutaktowego. Mannlicher skwapliwie zastosował się do wytycznych w swoim kolejnym projekcie, jednak powrócił jeszcze do tego rozwiązania sześć lat później (zob. karabinek Mannlicher M1890). Niezadowolenie komisji wywołał również magazynek grawitacyjny, który z racji wrażliwości na zanieczyszczenia zalecono zastąpić bardziej niezawodną konstrukcją.

### M1885 – udany prototyp i seria próbna

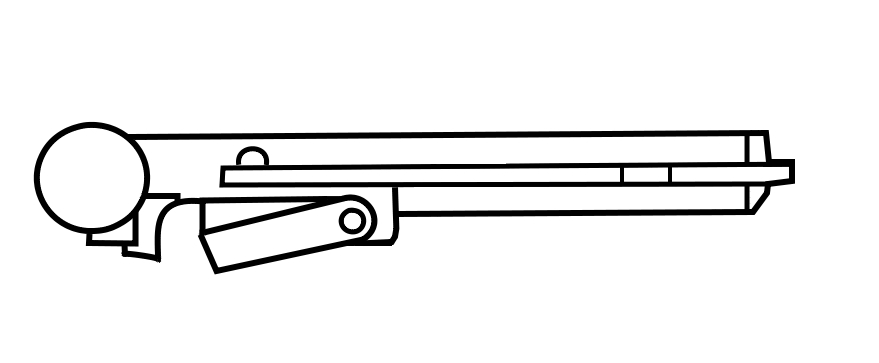
Zamek M1885
(widok boczny)

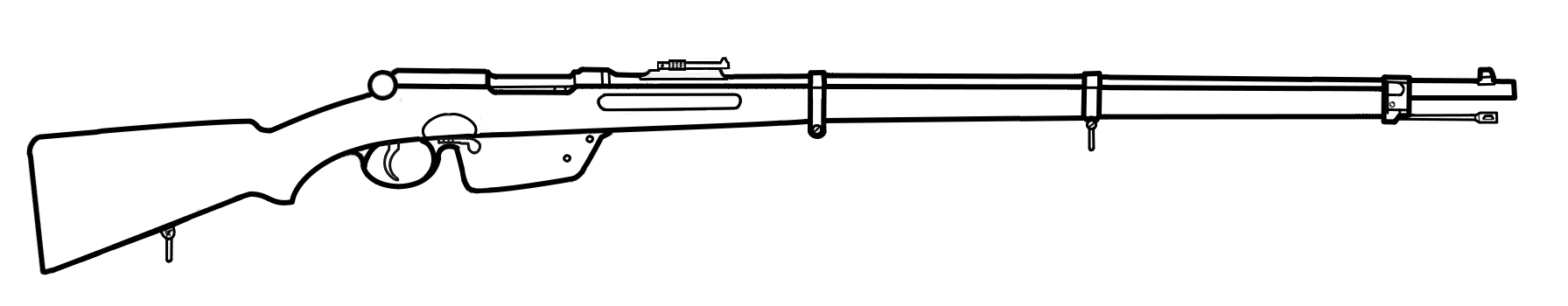
Karabin M1885

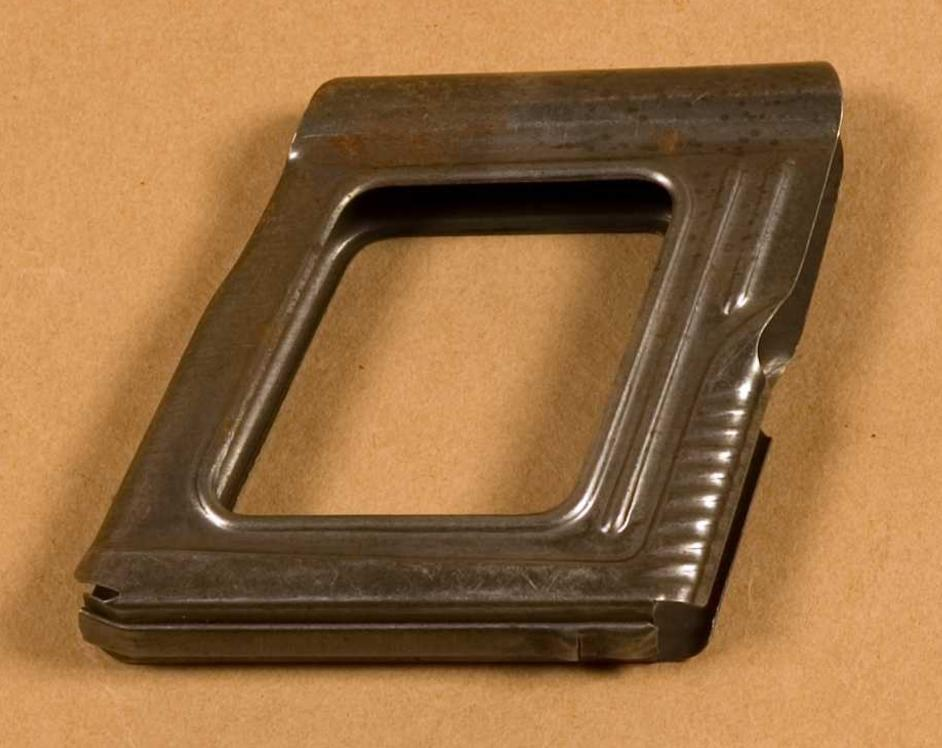
Ładownik M1885

Rok później Ferdinand Mannlicher przedstawił komisji, swój kolejny dopracowany pod względem zaleceń prototyp – M1885.
W miejsce zamka ślizgowo-obrotowego (z obrotowym tłokiem zaporowym, ryglowanym za pomocą dwóch symetrycznych rygli) zastosował mocno uproszczony ślizgowy zamek dwutaktowy, z nieruchomym tłokiem zaporowym, ryglowanym pojedynczym niesymetrycznym ryglem wahliwym. Nowy zamek wykazywał wyższą odporność na zanieczyszczenia, był również prosty i tani w produkcji. Osiągnięto to jednak kosztem jego wytrzymałości i płynności działania, co miało się zemścić w przyszłości.
Zmianie uległ również system zasilania karabinu. Mannlicher powrócił do koncepcji podzamkowego magazynka pudełkowego z prototypu M1881, jednak całkowicie go przebudował. Nowy magazynek, analogicznie jak w M1881, był jednorzędowym magazynkiem pudełkowym, wystawał z łoża i umieszczony był pod zamkiem. Umieszczony blisko środka ciężkości i dosyłający naboje w górę, nie zmieniał wyważenia karabinu (jak magazynki rurowe), oraz w przeciwieństwie do magazynka grawitacyjnego nie był tak wrażliwy na zanieczyszczenia. Na tym jednak kończyły się podobieństwa. Proponowany pierwotnie w M1881 magazynek wymienny, mimo swoich ogromnych zalet (szybkie i wygodne ładowanie broni), był jednak rozwiązaniem bardzo problematycznym w skali uzbrojenia dużej armii. W celu osiągnięcia należytej efektywności takiego systemu należało każdego żołnierza wyposażyć w duży zapas ciężkich i drogich magazynków, co nie tylko nadmiernie obciążało żołnierza, ale również wiązało się z ogromnymi kosztami. W prototypie M1885 Mannlicher zastąpił wymienne magazynki systemem opartym na ładownikach. Przy ładowaniu broni nie wymieniano całego magazynka, a jedynie jego wkład – ładownik (prostą i tanią w produkcji, lekką blaszaną ramkę, spinającą naboje po 5 sztuk, którą umieszczano wewnątrz stałego, zintegrowanego z karabinem magazynka). To rewolucyjne rozwiązanie pozwoliło porzucić czasochłonne ładowanie pojedynczymi nabojami, jak w starych magazynkach rurowych; wystarczyło odryglować zamek, umieścić w magazynku ładownik, a następnie po zaryglowaniu, karabin gotowy był już do strzału. Po wystrzeleniu ostatniego naboju opróżniony ładownik wyrzucano w górę, za pomocą dźwigni na prawej ściance magazynka, i ładowano następny. Równocześnie, prostota ładowników sprawiała, że koszty takiego systemu były skrajnie niższe, niż w wypadku magazynków wymiennych.
M1885 okazał się konstrukcją przełomową, wzbudzając żywe zainteresowanie austro-węgierskich wojskowych, jako następca dotychczas używanych, przestarzałych, jednostrzałowych karabinów Werndl M1867, M1873 i M1877. Karabin używał tego samego naboju, elaborowanego prochem czarnym M1877 11 × 58 mm R, co konstrukcje Werndla, ale zapewniał wysoką szybkostrzelność, dzięki zastosowaniu zamka dwutaktowego oraz opcji szybkiego ładowania nabojami spiętymi po 5 sztuk. Po pozytywnym odbiorze prototypu, TMK zamówiła próbną serię 5500 szt. nowych karabinów, które skierowano do testów w wybranych jednostkach wojskowych. W ich wyniku zalecono dalsze uproszczenie konstrukcji i po szeregu modyfikacji, dopiero udoskonalona wersja karabinu, z roku następnego, trafiła do masowej produkcji .

### M1886 – produkcja seryjna

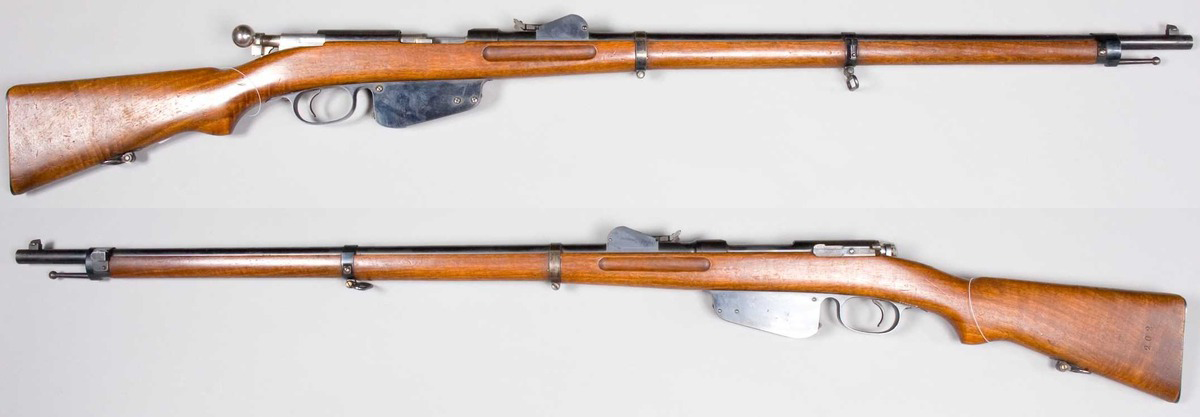
Karabin M1886

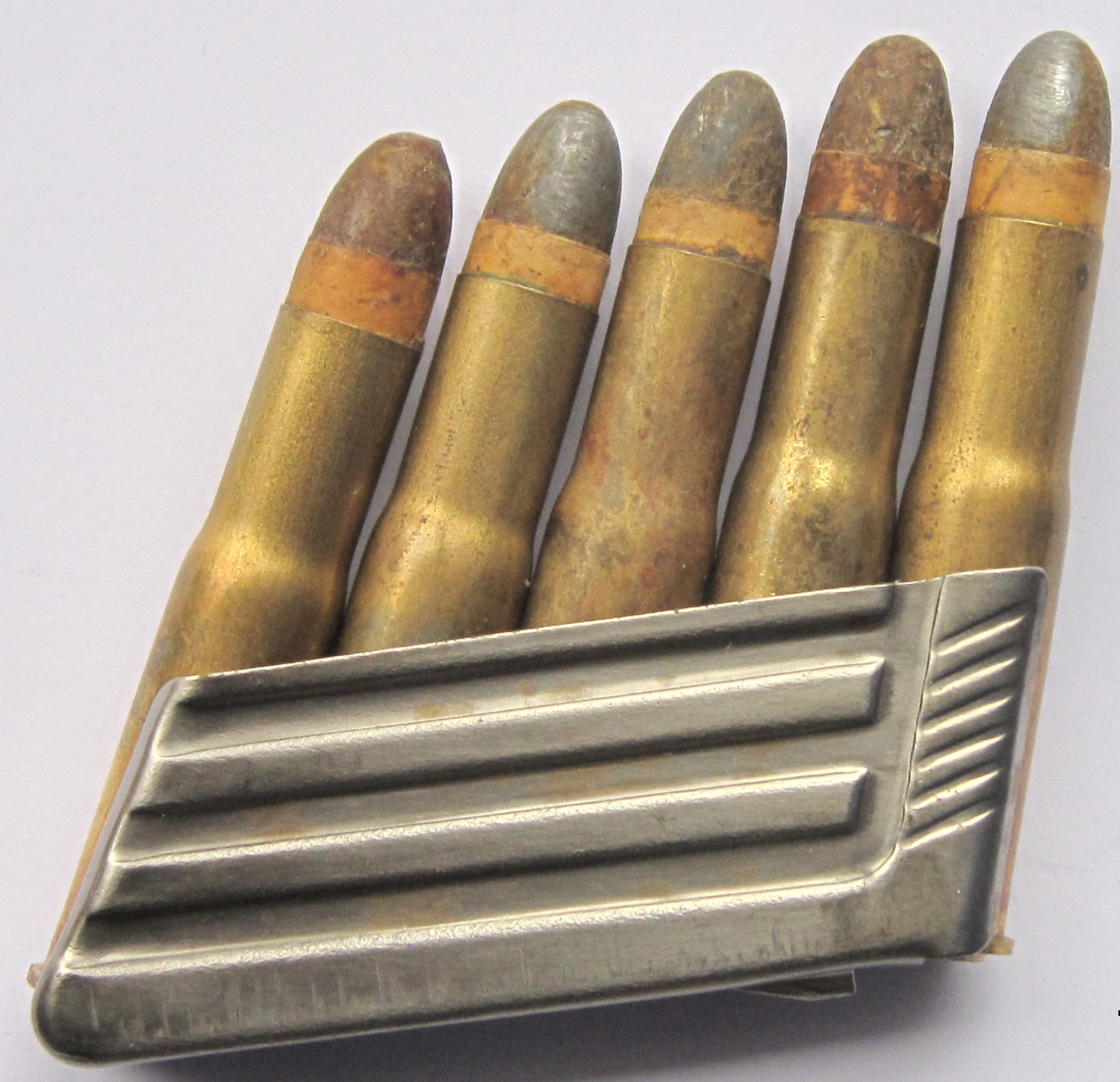
Ładownik M1886 z nabojami 11 × 58 mm R

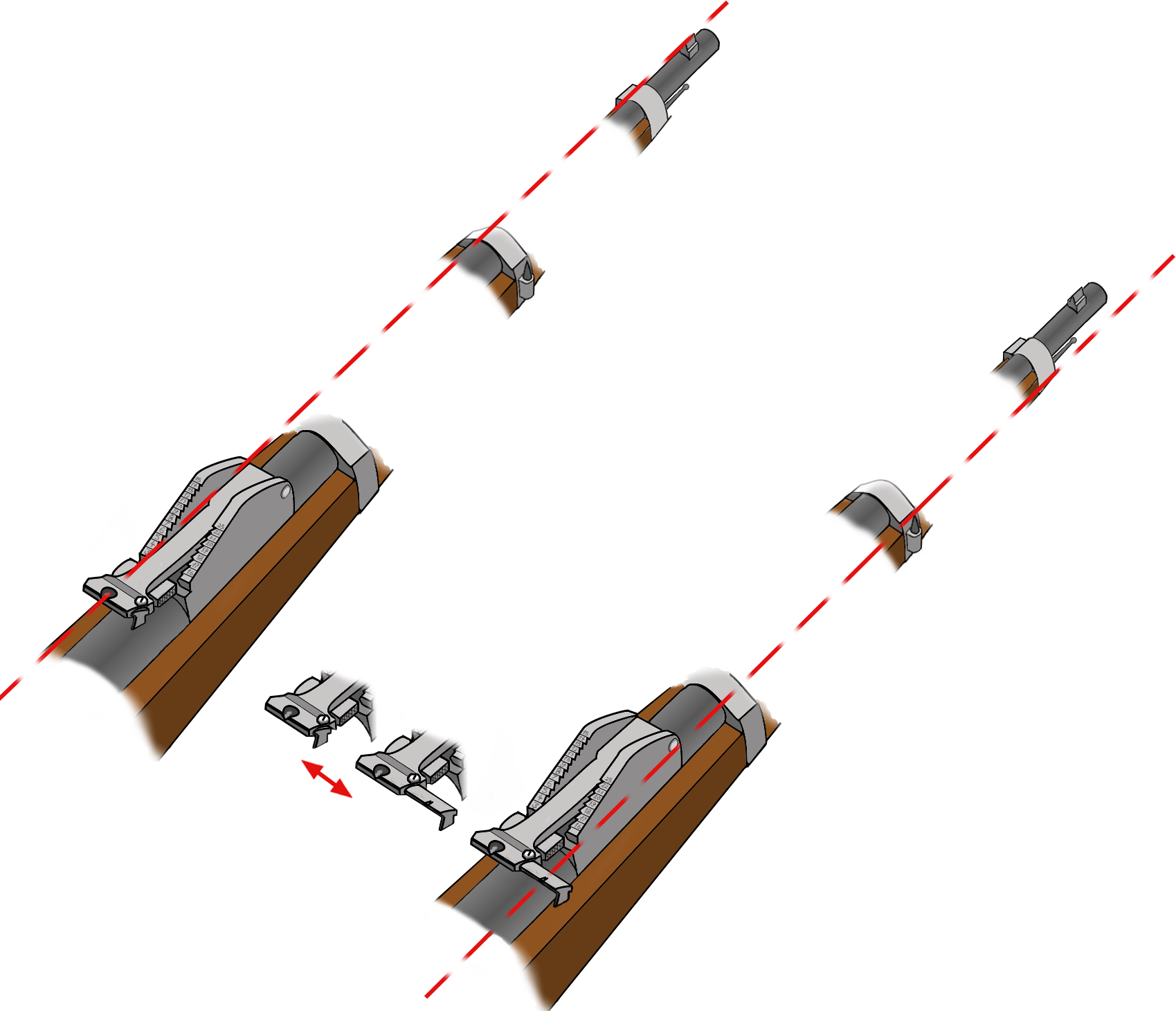
System celowniczy karabinu M1886. Po lewej główne, a po prawej dodatkowe przyrządy celownicze

20 czerwca 1886 r. zmodyfikowany karabin oficjalnie przyjęto do uzbrojenia jako M1886 i niezwłocznie rozpoczęto jego produkcję . Do najważniejszych zmian względem prototypu należały:
- Uproszczenie budowy magazynka.
  - Magazynek przebudowano tak, aby usuwanie opróżnionego ładownika nie wymagało wykonywania dodatkowych czynności. Zrezygnowano z dźwigni na rzecz otworu na dnie magazynka, przez który po wprowadzeniu do komory ostatniego naboju, pusty ładownik samoczynnie wypadał[6].
  - Funkcja wyrzucania ładownika do góry pozostała, ale jako możliwość rozładowania nabitej już broni i za pomocą innego mechanizmu. Służył do tego czepik (blokujący ładownik w magazynku), którego zwolnienie (przyciskiem na tylnej ściance magazynka) wyrzucało nieopróżniony ładownik[20].
- Skrócenie ładownika. W wersji M1885 obejmował on całe naboje, natomiast w M1886 tylko częściowo (tak aby mógł wypadać przez otwór w magazynku)[20].
- Zastosowanie zawiasowego zaczepu zamkowego (blokującego trzon zamka przed wypadnięciem), zamiast stosowanej w to miejsce w M1885 śruby. Rozwiązanie to umożliwiało szybki i prosty demontaż trzonu, bez potrzeby używania narzędzi[20][19].
- Usunięcie spod lufy wycioru i zastąpienie go koźlikiem, umiejscowionym na przednim bączku[21][19].
- Rezygnacja z długiego, ciężkiego i nieporęcznego bagnetu M1885 (wzorowanego na bagnetach Werndla), na rzecz nowoczesnego, krótkiego bagnetu nożowego. Jego osadę przeniesiono z prawej na lewą stronę broni[18] [22][19].
- Modyfikacja przyrządów celowniczych. Zastąpiono dotychczasowy celownik ramkowo-schodkowy (zapożyczony z karabinów Werndla), nowym celownikiem ramieniowym, o specyficznej konstrukcji. Nowe przyrządy celownicze posiadały nastawy od 300 do 2300 kroków[c] (co 100 kroków) i składały się z dwóch szczerbinek i muszek:
  - Główna szczerbinka (na tylnej krawędzi ramienia celownika) i muszka (na końcu lufy), używane podczas prowadzenia ognia na odległościach od 300 do 1500 kroków (225–1125 m). Skala nastaw dla tych odległości znajdowała się na lewej ściance podstawy celownika. Główne przyrządy celownicze służyły do prowadzenia ognia bezpośredniego[18] [23][21][1].
  - Dodatkowa szczerbinka (wysuwana z prawej strony, tylnej krawędzi ramienia celownika) i muszka (po prawej stronie bączka pośredniego), używane podczas prowadzenia ognia na odległościach od 1600 do 2300 kroków (1200–1725 m). Skala nastaw dla tych odległości znajdowała się na prawej ściance podstawy celownika. Dodatkowe przyrządy celownicze służyły do prowadzenia tzw. ognia salwowego[d][18] [23][21][1].
- Oprócz zmian w konstrukcji karabinu, wprowadzono również ulepszoną wersję naboju 11 × 58 mm R – M1886, która umożliwiła zwiększenie prędkości wylotowej pocisku z 440 m/s do ok. 490[24]  – 506[25] m/s.

Karabin stał się pierwszym ogromnym sukcesem Ferdinanda Mannlichera, jednocześnie plasując jego pracodawcę (Œ.W.G.) na pozycji lidera branży zbrojeniowej. Pierwsze zamówienie armii austro-węgierskiej opiewało na 143 tys. szt. M1886, a wraz z nim pojawiły się również zamówienia zagraniczne, zapowiadając sukces tego najnowocześniejszego w tym momencie karabinu na świecie. Jednak w 1887 r. po wyprodukowaniu 90–100  tys. egzemplarzy, armia nagle wycofała swoje zamówienie.
Powodem tej zaskakującej decyzji było pojawienie się w armii francuskiej nowego karabinu – Lebel Mle 1886, który zasilany był małokalibrową amunicją, elaborowaną nowym materiałem miotającym – prochem bezdymnym. Zastosowanie nowego rodzaju prochu zapoczątkowało rewolucję w dziedzinie broni palnej. Do jego najistotniejszych zalet należały: znacznie większa efektywność, dużo mniejsza liczba osadów zanieczyszczających broń, jak i znikoma ilość powstającego przy wystrzale dymu. Pociski wystrzeliwane za pomocą prochu bezdymnego osiągały znacznie większe prędkości, przez co ich zasięg był większy, a tor lotu bardziej płaski, co niesłychanie ułatwiało prowadzenie celnego ognia. Wobec tego amunicja czarnoprochowa z dnia na dzień stała się przestarzała, a TMK uznała, że dalsze użytkowanie karabinu na nabój 11 × 58 mm R jest nieperspektywiczne.

### M1888 – zmniejszenie kalibru

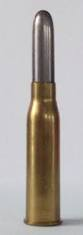
Nabój 8 × 50 mm R

TMK szybko podjęła decyzję o wprowadzeniu nowocześniejszego typu amunicji czarnoprochowej (M1888 8 × 50 mm R) z pociskami o mniejszym kalibrze (8 mm). Było to rozwiązanie tymczasowe, mające poprawić właściwości balistyczne amunicji, do czasu opanowania przez Austriaków technologii wytwarzania prochu bezdymnego (który miał być docelowym ładunkiem miotającym nabojów 8 × 50 mm R). Ponadto lżejsze naboje umożliwiały żołnierzom przenoszenie ich większego zapasu. Jednocześnie rozpisano konkurs, mający wyłonić nowy podstawowy karabin armii austro-węgierskiej, strzelający nową amunicją.
Mannlicher, mając świadomość, że nieuniknione wprowadzenie prochu bezdymnego będzie stanowiło zbyt duże obciążenie dla dotychczasowego zamka, postanowił zawczasu powrócić do wytrzymalszych zamków ślizgowo-obrotowych z ryglowaniem symetrycznym. Do testów przedstawił dwa prototypy wykorzystujące te właśnie zamki, wraz z nowymi nietypowymi magazynkami rotacyjnymi (o kulistym układzie naboi):
- M1887 – posiadający klasyczny zamek czterotaktowy z prototypu M1882 (I). Magazynek natomiast oparty był na patencie Josefa Schulhofa[29] [30].
- M1887/88 – z zamkiem dwutaktowym z proponowanego pierwotnie prototypu M1884, w którym autorem magazynka był inny konstruktor Œ.W.G. – Otto Schönauer. Magazynek ten, został w późniejszych latach zastosowany w bardzo udanym karabinie Mannlicher-Schönauer M1903 przyjętym przez armię grecką[29] [26]. Magazynek tego typu nie wystawał z łoża, a ładowany był nie z ładowników, a z praktyczniejszych łódek nabojowych. Jego donośnik miał formę obrotowego bębna ze „skrzydełkami”, pomiędzy którymi znajdowały się naboje. Rozwiązanie takie było bardzo udane, zapewniając gładkie i niezawodne funkcjonowanie mechanizmu broni[31][32].

Decydenci jednak, kolejny raz zaniepokojeni złożonością nowych konstrukcji, odrzucili je. Wybrali najprostsze i najtańsze rozwiązanie, a mianowicie zmodyfikowane M1886, przystosowane do zasilania nową amunicją. Rozwiązanie to było dogodne przede wszystkim dlatego, iż większość elementów karabinu pozostawała bez zmian, przez co zmodyfikowaną wersję można było łatwo i szybko wdrożyć do produkcji. Umożliwiało to również wykorzystanie już wyprodukowanych 100 tys. M1886, które wystarczyło zmodernizować .

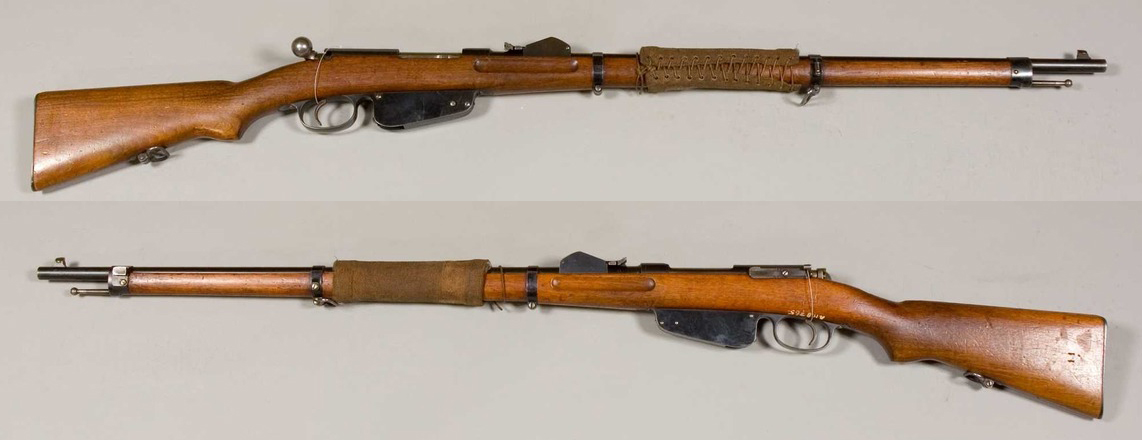
Karabin M1888,
widoczne prowizoryczne obszycie łoża płótnem żaglowym, w celu ochrony przed poparzeniami

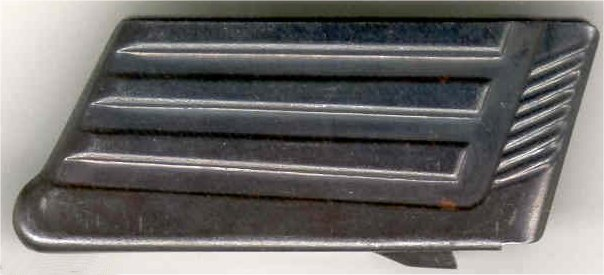
Ładownik M1888

Rok później przekonstruowany M1886 przyjęto do uzbrojenia jako M1888. Użycie nowej amunicji umożliwiło zwiększenie prędkości wylotowej pocisku z 506 na 530 m/s, a lżejszy pocisk o mniejszym kalibrze charakteryzował się lepszymi właściwościami balistycznymi. Do najważniejszych zmian względem poprzednika należały:
- Zastosowanie nowej krótszej o 4 cm lufy, o kalibrze 8 mm[35] .
- Skrócenie komory nabojowej.
- Zmniejszenie głębokości magazynka[35] .
- Wprowadzenie nowych ładowników z węższymi szczękami[36].
- Zmiana nastaw celownika, który skalowany był teraz od 500 do 2500 kroków (co 100 kroków)[34].
  - skala pierwsza: 500–1700 kroków (375–1275 m).
  - skala druga: 1800–2500 kroków (1350–1875 m).
- Zwężenie pierścienia jelca w bagnetach, w celu dopasowania ich do węższej lufy[37].

Oprócz produkcji nowych karabinów, od 1888 r. rozpoczęto modernizację do nowego standardu starszych M1886, jako M1886/88  .

### M1890 – amunicja bezdymna
W 1890 r. została w końcu opracowana austro-węgierska wersja prochu bezdymnego na bazie nitrocelulozy z dodatkiem lignocelulozy, określana również jako proch pół-bezdymny. Zaczęto elaborować nim dotychczasową 8 mm amunicję, której zmodernizowaną wersję przyjęto pod nazwą M1890. Jego wprowadzenie umożliwiło zwiększenie prędkości wylotowej pocisków z 530 na 590 m/s. W 1892 r. ostatecznie dopracowano nabój, elaborując go ulepszonym, już w pełni bezdymnym prochem nitrocelulozowym. Ostateczna wersja naboju – M1893 8 × 50 mm R, zwiększyła jeszcze prędkość wylotową do ok. 610 m/s. Należy zaznaczyć, że naboje w wersjach M1888, M1890 oraz M1893, mimo drobnych różnic w długości, były jednak w pełni zamienne, a poszczególnych wersji można było używać w tym samym karabinie   .
Wraz ze wzrostem prędkości zmieniły się jednak właściwości balistyczne wystrzeliwanych pocisków, konieczne stało się więc dostosowanie celowników. Tak powstała kolejna wersja karabinu – M1890, która od M1888 różniła się tylko zmodyfikowanymi przyrządami celowniczymi. Nowe celowniki skalowane były teraz od 600 do 3000 kroków, co 200 kroków, odpowiednio: skala pierwsza: 600–1800 (450–1350 m), skala druga: 2000–3000 (1500–2250 m)  .
Jako że konstrukcja karabinu nie uległa zmianie, przebudowa starszych M1888 do nowego standardu była zabiegiem czysto kosmetycznym i polegała jedynie na przymocowaniu do ich celowników nakładek z nowymi skalami odległości. Karabiny od podstaw wytwarzane z nowymi celownikami nosiły oznaczenie M1890, natomiast M1888 poddane modyfikacji – M1888/90 (modernizacji podlegały również starsze M1886 i M1886/88 pod oznaczeniem M1886/90)  .
Karabin M1890 był ostatnią, oficjalną wersją rozwojową karabinu M1886, a zarazem ostatnim karabinem Ferdinanda Mannlichera, w którym zastosował on zamek z ryglem wahliwym.

### Następcy
Mimo dobrego przyjęcia i popularności tej broni, po wprowadzeniu amunicji bezdymnej, zaczęły dawać o sobie znać poważne wady, związane z konstrukcją nadmiernie uproszczonego zamka. Zgodnie z przewidywaniami konstruktora, karabiny nie były w stanie sprostać przeciążeniom, wynikającym z wprowadzenia silniejszej amunicji, do której nie zostały zaprojektowane. Szybko się zużywały, często dochodziło do zacięć i uszkodzeń (zob. Ocena konstrukcji). W związku z tym Ferdinand Mannlicher spróbował kolejny raz przeforsować zamek ślizgowo-obrotowy, proponowany przez niego w latach 1884 i 1887. Wykorzystał on zapotrzebowanie armii na karabinek, czyli skróconą i bardziej poręczną wersję, długiego karabinu piechoty, przeznaczoną między innymi dla kawalerii i obsługi broni ciężkiej. Zamiast po prostu skrócić karabin M1890, zaproponował zupełnie nowy karabinek z przekonstruowanym zamkiem z prototypu M1884. Zmiana sposobu ryglowania, oraz obrotowy tłok zaporowy, wyeliminowały większość wad poprzednika. Mimo że produkowany równolegle z karabinem M1890, i noszący to samo oznaczenie, karabinek M1890 był już nową konstrukcją. Na tyle udaną, że w końcu spotkał się z akceptacją TMK, stanowiąc podstawę do opracowania późniejszej serii karabinów M1895.

### Zakończenie produkcji
Produkcję M1886 zakończono w 1887 r.  , natomiast M1888 i M1890 w 1896 r.  Mimo iż od 1896 r. sukcesywnie zastępowano je nowocześniejszymi M1895, nigdy nie zostały wyparte z wyposażenia armii austro-węgierskiej. Wiele z nich pozostało na uzbrojeniu jednostek pierwszo-liniowych przez całą I wojnę światową, aż do upadku dualistycznej monarchii. Po zakończeniu wojny, znalazły się na wyposażeniu armii państw powstałych w wyniku rozpadu Austro-Węgier (m.in. Wojska Polskiego).
Karabiny Mannlichera, wzbudziły również zainteresowanie zagranicznych armii, stanowiąc produkt eksportowy do takich państw jak np. Bułgaria, Chile czy Chiny. Znaczna liczba wyprodukowanych egzemplarzy sprawiła, że przechodzące z rąk do rąk mannlichery użytkowane były przez wiele państw świata, biorąc udział w licznych konfliktach, aż do II wojny światowej włącznie (zob. Użytkownicy).

## Ocena konstrukcji

### Magazynek i ładownik

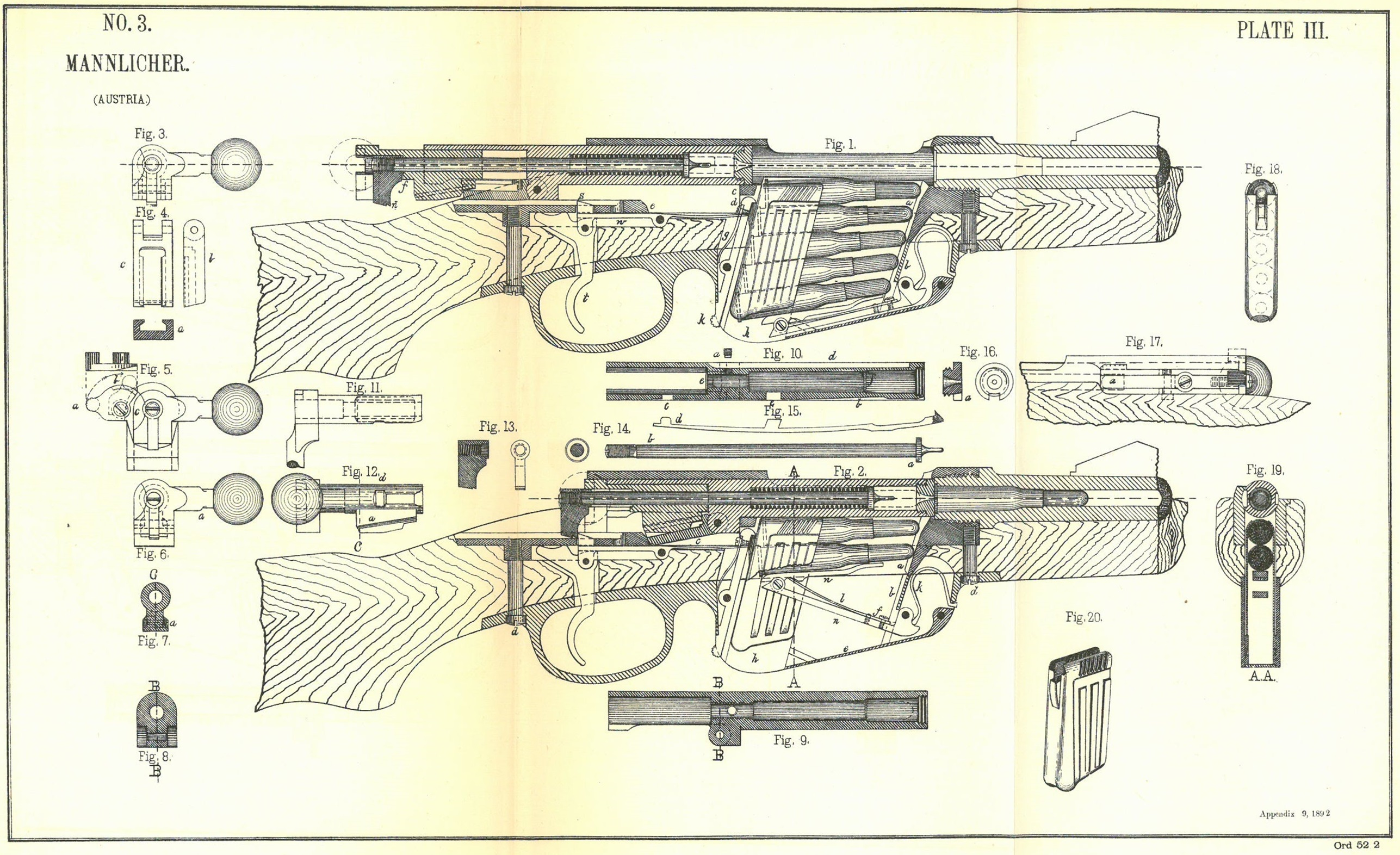
Przekrój magazynka i zamka karabinu M1888 lub M1890

Zastosowany w karabinach autorski system Mannlichera (obejmujący podzamkowy magazynek pudełkowy, zasilany ładownikami) okazał się sukcesem. Wyznaczył nową drogę rozwoju karabinów powtarzalnych, umożliwiając szybkie i proste ładowanie magazynków. Z powodzeniem wykorzystywano go w karabinach innych konstruktorów, jak np. w niemieckim Gewehr 88, francuskim Berthier Mle 1890 czy włoskim Carcano Mod. 91. Wpływ Mannlichera był na tyle duży, że niektóre z nich do dziś, nazywane są błędnie wespół z nazwiskiem austriackiego konstruktora (np. Mannlicher-Mauser czy Mannlicher-Carcano), mimo iż on sam nie miał z ich projektowaniem nic wspólnego. Po śmierci Mannlichera, jego pomysł, znalazł jeszcze zastosowanie w latach 30 w węgierskim karabinie powtarzalnym FÉG 35M oraz amerykańskim samopowtarzalnym M1 Garand (będącym podstawowym karabinem armii USA, w czasie II wojny światowej, oraz wojny koreańskiej). Ładowniki wykorzystywał również radziecki karabin przeciwpancerny – PTRS, opracowany w latach 40.
System Mannlichera, mimo swojej innowacyjności, nie był jednak pozbawiony mankamentów. Magazynki zasilane ładownikami nie posiadały opcji doładowania ich pojedynczymi nabojami. Do ich utrzymania w magazynku konieczny był ładownik, a w przypadku jego braku, karabin stawał się bronią jednostrzałową. Problem ten został wyeliminowany w podobnym, ale powstałym nieco później systemie zasilania z łódek nabojowych (odrzucanych po załadowaniu broni), ponieważ rolę ładownika przejmowały szczęki magazynka, samodzielnie utrzymując naboje. System ten będący rozwinięciem pierwotnej koncepcji ładowników, ostatecznie zmarginalizował i wyparł je z uzbrojenia.
Należy wspomnieć, że pewną wadą austro-węgierskich ładowników była ich niesymetryczność. Mianowicie ze względu na skośny kształt, można było umieścić je w magazynku tylko jedną, z góry określoną stroną. Problem ten nie występował w konstrukcjach naśladowców (np. w armii niemieckiej), gdzie projektowano już ładowniki symetryczne (proste), a zatem uniwersalne.

### Zamek
Zamek karabinu charakteryzował się prostą konstrukcją, umożliwiającą łatwą i tanią produkcję, a wobec późniejszego M1895 wyróżniał się dużo większą odpornością na zanieczyszczenia. Bardzo udanym pomysłem było zastosowanie zawiasowego zaczepu zamkowego, który umożliwiał szybki i prosty demontaż trzonu zamka, bez użycia dodatkowych narzędzi (rozwiązanie to zostało później zaadaptowane w karabinach Mausera).
Na tym jednak kończyły się jego zalety, a cała konstrukcja obarczona była bardzo poważnymi wadami, które zaczęły ujawniać się w trakcie bardzo intensywnego użytkowania, a przede wszystkim po wprowadzeniu prochu bezdymnego:

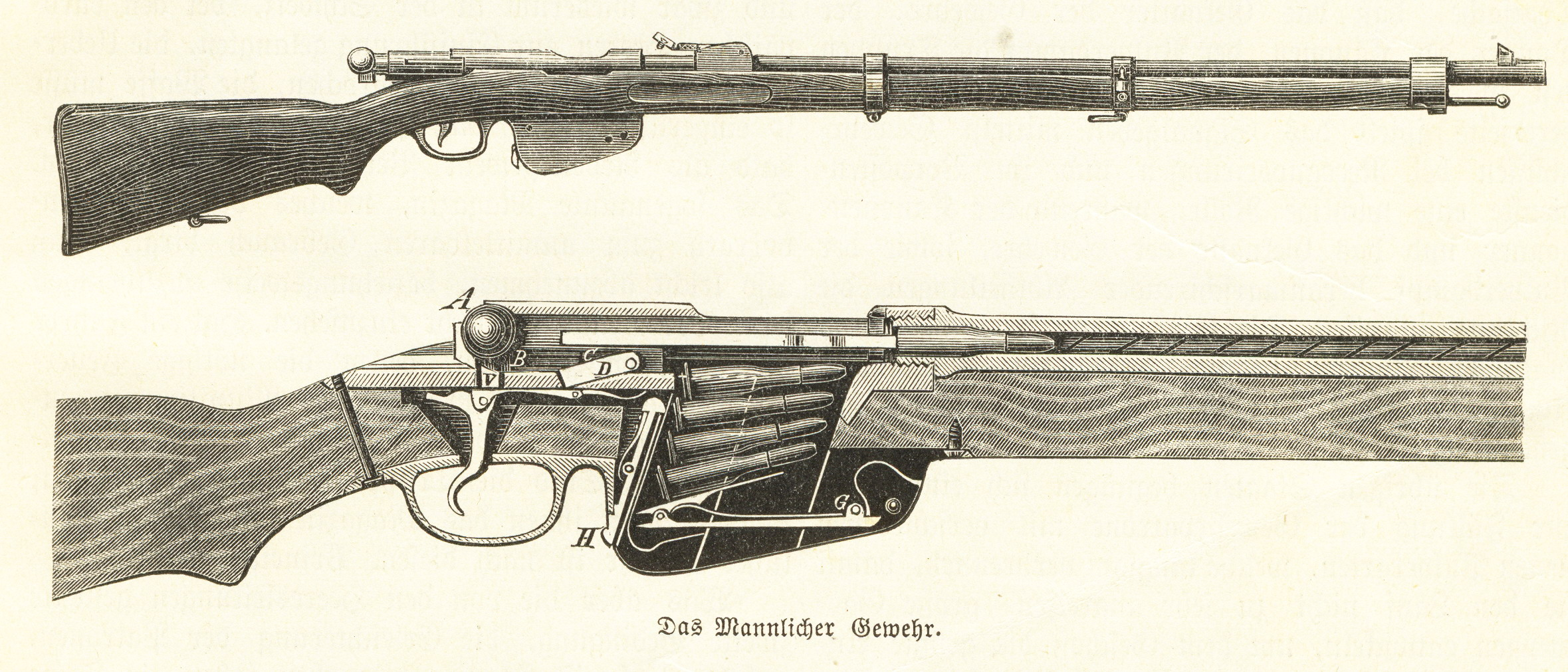
Uproszczony przekrój M1888 lub M1890.
Literą D oznaczony rygiel wahliwy.
Literą H oznaczony czepik.
Na rysunku nie uwzględniono ładownika, a podstawa celownika jest za mała.

- Przy przeładowaniu trzon dwutaktowego zamka, poruszający się w przód i tył (przy jednoczesnym nie obracającym się tłoku zaporowym), ciągnął łuskę bezpośrednio do tyłu, bez jej wcześniejszego obruszania. W wyniku tego, stawiała ona silny opór podczas usuwania z komory nabojowej (w zamku czterotaktowym trzon zamka najpierw obracany jest ręcznie o 90° (obruszając tym samym tkwiącą w komorze łuskę), a dopiero potem porusza się w tył, co znacznie ułatwia jej usunięcie)[34][50][48].
- System ryglowania wykorzystujący rygiel wahliwy, potęgował tylko opór stawiany przy przeładowaniu, z powodu tarcia pomiędzy ryglem a jego klinem[34].
- Umiejscowienie rygla w tylnej części zamka, powodowało, że w momencie wystrzału na przednią część zamka oddziaływało ciśnienie gazów prochowych, doprowadzając do jego szybkiego zużycia i częstych uszkodzeń[51].
- System ryglowania charakteryzował się również ograniczoną wytrzymałością wobec użytej amunicji. Przy użytkowaniu silnej amunicji bezdymnej, oraz zużyciu zamka, istniało realne ryzyko jego rozerwania[52][48].
- Konstrukcja pazura wyciągu sprawiała, że miał on tendencję do zrywania kryzy łuski, jeśli ta zbyt mocno tkwiła w komorze nabojowej (użycie prochu bezdymnego często odkształcało łuski, silnie przytwierdzając je do ścian komory). Mogło to prowadzić do zagwożdżenia broni[48][51].

Konsekwencją zastosowanych rozwiązań była konieczność użycia znacznej siły przy przeładowaniu, co spowalniało i męczyło strzelca, w praktyce niwelując wyższą szybkostrzelność wobec zamków czterotaktowych. Co gorsza, w przypadku zanieczyszczenia lub zużycia mechanizmu, odryglowanie karabinu mogło okazać się skrajnie trudne bądź niemożliwe. Zdarzały się kuriozalne przypadki, kiedy zacięty karabin żołnierz odryglowywał dopiero po kopnięciu w rączkę zamkową (którą z kolei można było łatwo wyłamać, ze względu na niesolidne mocowanie).
Decyzja o zastosowaniu w karabinach M1888/90 i M1890 amunicji bezdymnej okazała się pośpieszna i nieprzemyślana, ponieważ mimo teoretycznych zalet (zwiększenie osiągów), negatywnie wpłynęła na niezawodność broni. Karabin, projektowany od początku jako broń czarnoprochowa, nie był konstrukcyjnie przygotowany do obciążeń wynikających ze stosowania prochu bezdymnego (generującego wyższe ciśnienie i charakteryzującego się wyższą temperaturą spalania niż proch czarny). Dlatego o ile konstrukcja była względnie wytrzymała przy słabszej amunicji czarnoprochowej (M1877, M1886, M1888), to przy stosowaniu amunicji bezdymnej (M1890 i M1893) zamek i lufa ulegały szybkiemu zużyciu, a karabin podatny był na zacięcia i uszkodzenia.
W świetle tych faktów, tym bardziej absurdalna wydawała się próba zaadaptowania do karabinu jeszcze silniejszej amunicji 7,92 × 57 mm Mausera. Konwersji tej (potocznie określanej jako M1888/24), podjęto się w Belgii, prawdopodobnie w latach 20. i 30. XX wieku . Jednak zastosowanie amunicji przekraczającej już maksymalną wytrzymałość konstrukcji, narażało jej integralność i stanowiło poważne zagrożenie dla potencjalnego użytkownika.
Usilnie forsowany przez TMK system dwutaktowy, mimo iż został usprawniony w kolejnych austro-węgierskich karabinach, ostatecznie nie zyskał popularności w broni wojskowej. Poza Kanadą (Ross Mk I) oraz Szwajcarią (Schmidt-Rubin M1889), nie przyjął się nigdzie na większą skalę, okazując się ślepą uliczką w rozwoju broni palnej. Przegrał z systemem czterotaktowym, który jako mniej skomplikowany i bardziej niezawodny jest używany w wojskowych karabinach wyborowych do dziś.

### Inne
Pomimo znacznych rozmiarów i wagi, karabiny te cieszyły się opinią broni bardzo poręcznej. Większa masa (niż następcy – M1895), wbrew pozorom również okazała się atutem, ponieważ znacznie redukowała siłę odrzutu. Ponadto karabin był bardzo celny, ze względu na zastosowanie masywnej lufy, znacznie mniej podatnej na drgania niż jej lżejszy odpowiednik z modelu M1895 (o cieńszych ściankach).
W karabinie nie zastosowano wyrzutnika łusek, jednak jego rolę pełniła wewnętrzna ściana komory zamkowej. Pewną wadą był fakt, że w karabinach nie przewidziano nakładki na lufę, chroniącej dłoń strzelca przed poparzeniami, jednak żołnierze radzili sobie z tym, prowizorycznie obszywając łoże grubym płótnem żaglowym. Karabin był również dość skomplikowany w rozkładaniu .

## Wersje karabinu
W opracowaniu przyjęto pełne oznaczenia wzoru karabinu (M1888, M1888/90 itd.), jednak w zależności od źródła, często można spotkać się z oznaczeniami skrótowymi (M88, M.88, M.88-90 itp.) por. Bibliografia.

### M1885

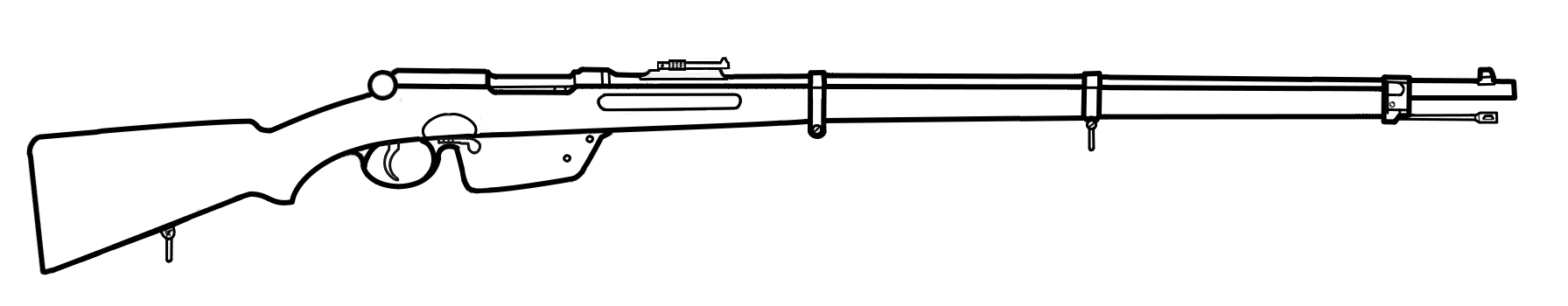
M1885

- M1885 Repetiergewehr M1885 – pierwsza prototypowa wersja z ładownikiem wyrzucanym po naciśnięciu dźwigni. Karabin zasilany nabojami Werndla M1877 11 × 58 mm R.

### M1886

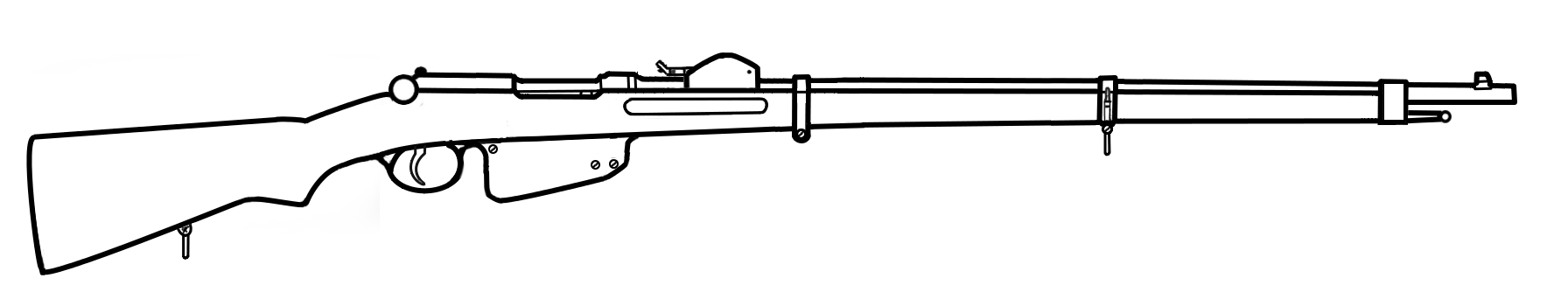
M1886

- M1886 Infanterie Repetiergewehr M1886 – karabin wdrożony do produkcji masowej, po dokonaniu szeregu modyfikacji prototypu. Ładownik usuwany samoczynnie przez otwór na dnie magazynka. Zasilany nabojami M1886 11 × 58 mm R. Podstawowa wersja długa, przeznaczona dla piechoty.
  - Infanterie Repetiergewehr M1886/88 – karabiny M1886 zmodernizowane do standardu wersji M1888.
  - Infanterie Repetiergewehr M1886/90 – karabiny M1886 i M1886/88 zmodernizowane do standardu wersji M1890.

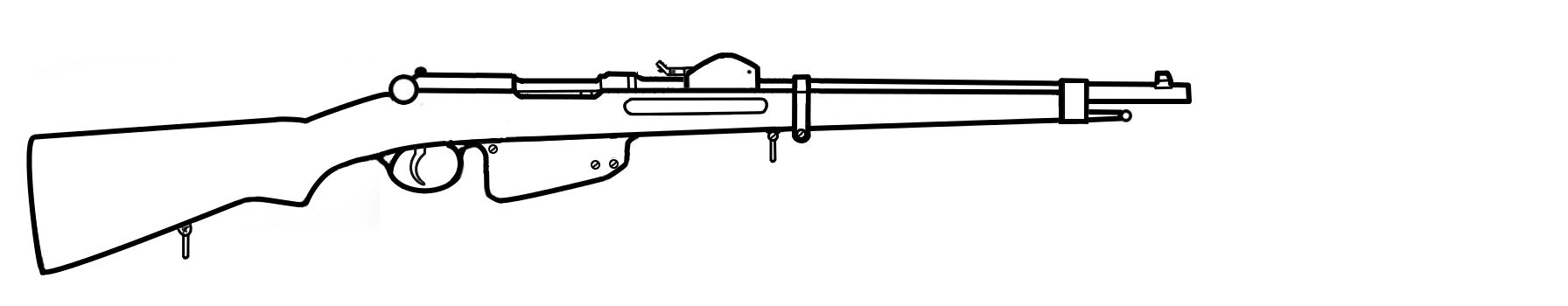
M1886 (karabinek)

- M1886 (karabinek) Kavallerie und Gendarmerie Repetierkarabiner M1886 – karabinek, skrócona wersja karabinu piechoty. Przeznaczony dla kawalerii oraz żandarmerii. Wyprodukowany w małej ilości[18] .
  - Kavallerie und Gendarmerie Repetierkarabiner M1886/88 – karabinki M1886 zmodernizowane do standardu wersji M1888.

### M1888

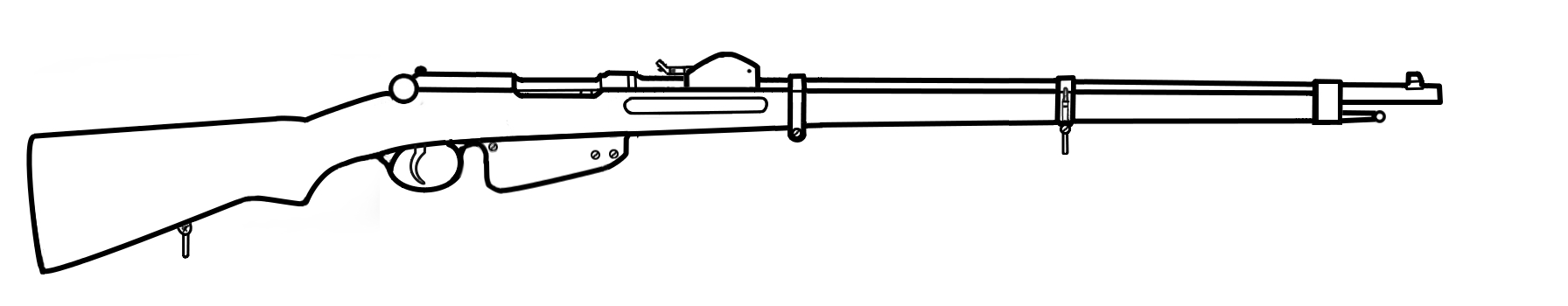
M1888

- M1888 Infanterie Repetiergewehr M1888 – karabin przystosowany do zasilania amunicją M1888 8 × 50 mm R. Wersja długa, przeznaczona dla piechoty.
  - Infanterie Repetiergewehr M1888/90 – karabiny M1888, w których na przyrządach celowniczych zamontowano nakładki z nowymi nastawami, przystosowanymi do balistyki amunicji M1890 oraz M1893 8 × 50 mm R.

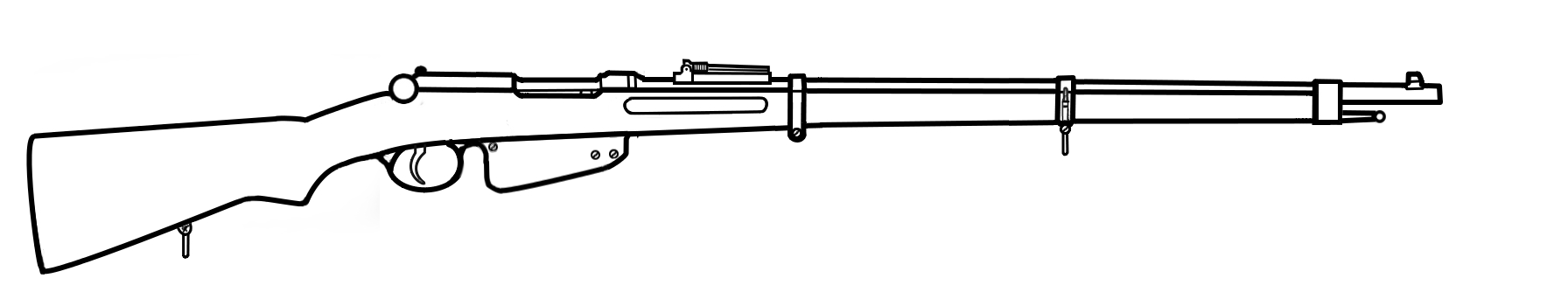
M1888/95

  - M1888/95 M1888/95[n] – nieoficjalna wersja, powstała w wyniku remontów przeprowadzanych w czasie I wojny światowej, w której do bieżących napraw wykorzystano podzespoły z karabinów M1895 (np. celowniki ramkowe zamiast oryginalnych ramieniowych)[35] .

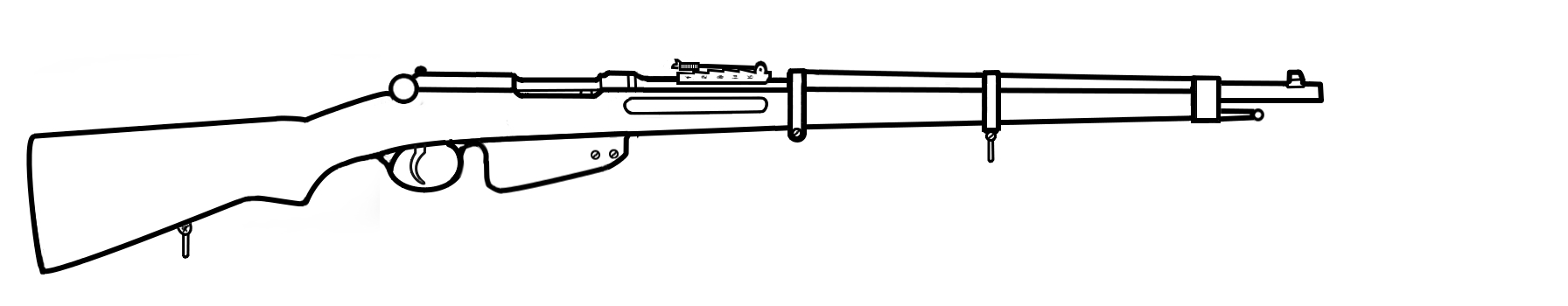
M1888/24

  - M1888/24 M1888/24[n] – modyfikacja karabinów M1888 przystosowująca je do zasilania z łódek, amunicją 7,92 × 57 mm Mausera. Karabiny te posiadają w górnej części zamka wycięcie, umożliwiające umiejscowienie w nim łódki nabojowej. Jako że zrezygnowano z ładowników, przebudowie uległo wnętrze magazynka (dodanie szczęk bocznych, zastępujących ładownik w roli prowadnicy), a otwór na jego dnie został zaślepiony jako zbędny. Zmodyfikowano również komorę nabojową aby mogła pomieścić dłuższy nabój, a zamek wzbogacono o wyrzutnik łusek. Sam karabin skrócono, oraz dodano drewnianą nakładkę na lufę, chroniącą przed poparzeniami. Modyfikacji dokonano w Belgii o czym świadczą oznaczenia na zachowanych egzemplarzach. Jednak ich przeznaczenie nie jest znane i pozostaje przedmiotem spekulacji. Wśród domniemanych zleceniodawców bądź odbiorców wymienia się: Jugosławię, Bułgarię, Grecję czy Chiny. Wskazuje się również, na możliwość posiadania kilku tys. szt. przez Wielką Brytanię (które przekazać miała w trakcie II wojny światowej Grecji) oraz na incydentalne użycie zdobycznych egzemplarzy przez wojska III Rzeszy[56] [57] [58] [59] [53] .

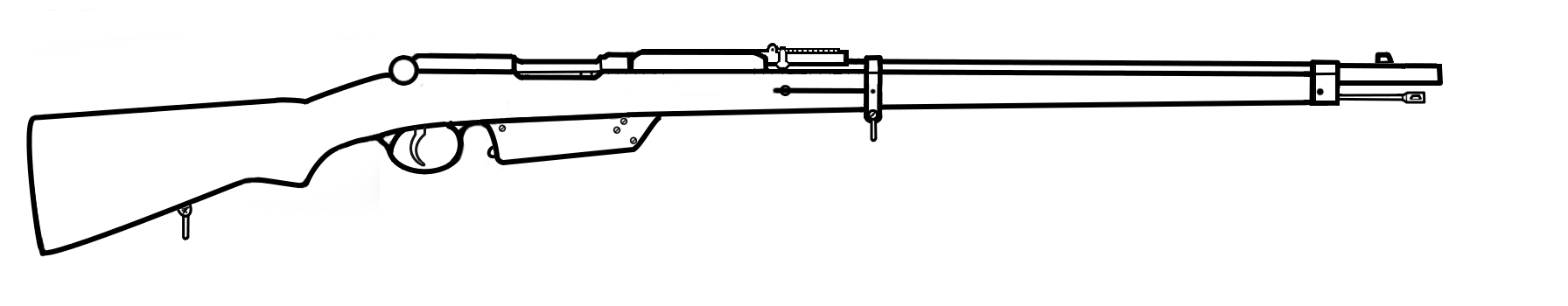
Kuaili 1888

- Kuaili 1888 Kuaili 1888 – nielicencyjna wersja M1888 produkowana w Chinach, w szanghajskim Arsenale Jiangnan. Zasilana amunicją 7,62 × 55 mm R (wzorowaną na rosyjskim 7,62 × 54 mm R). Ze względu na użyte naboje, magazynek ma inny kształt niż w pierwowzorze. Celownik ramieniowy zastąpiono ramkowym, oraz przeniesiono go bardziej do przodu, skracając linię celowniczą. Koźlik usunięto, a w jego miejsce pod lufą zamontowano wycior. Zrezygnowano również z bączka pośredniego, przenosząc tym samym mocowanie pasa nośnego na bączek tylny[60] [61] [53] .

### M1890

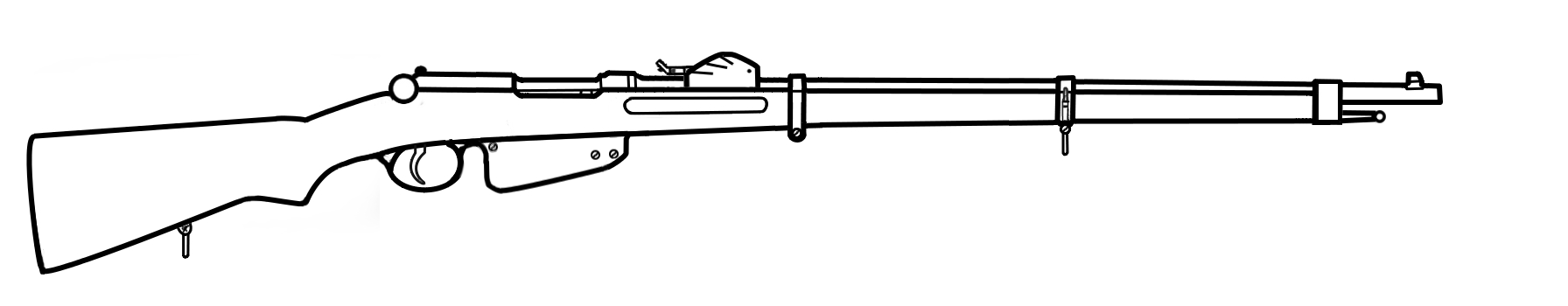
M1890

- M1890 Infanterie Repetiergewehr M1890 – karabin konstrukcyjnie identyczny z M1888, jednak fabrycznie produkowany już z przyrządami celowniczymi dla amunicji M1890 oraz M1893 8 × 50 mm R. Wersja długa, przeznaczona dla piechoty.

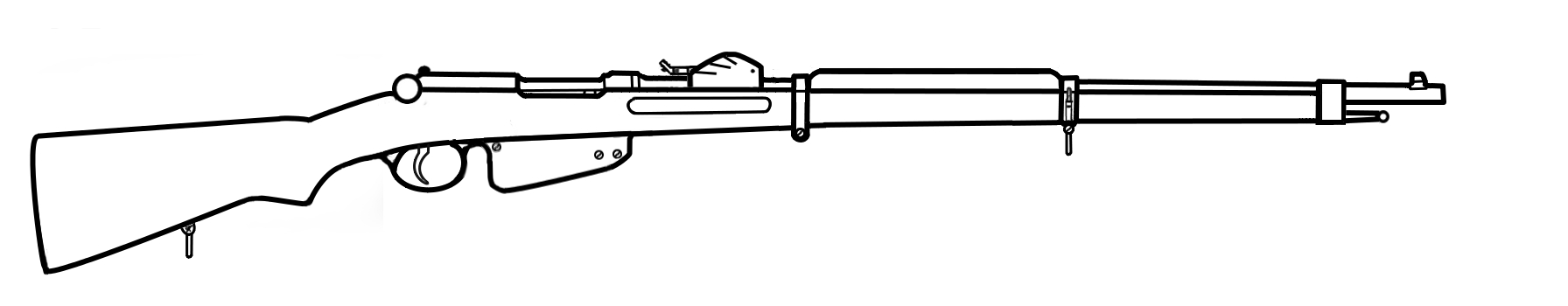
M1890 (dla żandarmerii)

  - M1890 (dla żandarmerii) Gendarmerie Repetiergewehr M1890 – karabin przeznaczony dla żandarmerii. Wymiarami identyczny jak standardowa wersja piechoty. Jedyną różnicą było zastosowanie drewnianej nakładki na lufę[55].

### Dane taktyczno-techniczne karabinów
(wymiary i waga podane w przybliżeniu)    .
| Wzór                                                             | M1885                 | M1886                   | M1888                   | M1890                                   |
| Kaliber (mm)                                                     | 11                    | 11                      | 8                       | 8                                       |
| Nabój                                                            | 11 × 58 mm R (M1877)  | 11 × 58 mm R (M1886)    | 8 × 50 mm R (M1888)     | 8 × 52 mm R (M1890) 8 × 50 mm R (M1893) |
| Długość karabinu (mm)                                            | 1 328                 | 1 326                   | 1 280                   | 1 280                                   |
| Długość lufy (mm)                                                | 808                   | 806                     | 765                     | 765                                     |
| Masa karabinu niezaładowanego (kg)                               | 4,75                  | 4,52                    | 4,41                    | 4,41                                    |
| Pojemność magazynka (szt.)                                       | 5                     | 5                       | 5                       | 5                                       |
| Prędkość początkowa pocisku (m/s)                                | 440                   | 506                     | 530                     | 590 (M1890) 610 (M1893)                 |
| Teoretyczny zasięg maksymalny (m)                                | ok. 1 200             | ok. 1 725               | ok. 1 875               | ok. 2 250                               |
| Główna skala nastaw celownika dla ognia bezpośredniego (kroki/m) | 200–1600 (150–1200 m) | 300–1500 (225–1125 m)   | 500–1700 (375–1275 m)   | 600–1800 (450–1350 m)                   |
| Dodatkowa skala nastaw celownika dla ognia salwowego (kroki/m)   | –                     | 1600–2300 (1200–1725 m) | 1800–2500 (1350–1875 m) | 2000–3000 (1500–2250 m)                 |
| Liczba wyprodukowanych egzemplarzy (szt.)                        | 5 500                 | 90 000–100 000          | 1 095 000               | ?                                       |

## Naboje
Do austro-węgierskich mannlicherów stosowano 2 rodzaje amunicji (11 × 58 mm R i 8 × 50 mm R) w łącznie 5 głównych wersjach:

### 11×58mm R
Poszczególne wersje naboju, można było stosować zamiennie
(wymiary i waga podane w przybliżeniu)  .

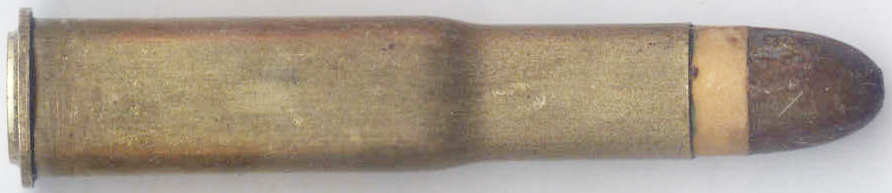
Nabój M1877 lub M1886
(11 × 58 mm R)

M1877. Nabój centralnego zapłonu. Łuska mosiężna z wystającą kryzą. Naboje elaborowane prochem czarnym. Pociski wykonane z ołowiu, bez płaszcza. Nabój stosowany w karabinie M1885 oraz jego poprzedniku – Werndl M1877.
- Długość całkowita: 74,12–76,71 mm
- Długość łuski: 57,90 mm
- Średnica pocisku: 11,16 mm
- Masa pocisku: 24,5 g
- Ładunek prochu: ~4,01 g (62 gr)

M1886. Nabój centralnego zapłonu. Łuska mosiężna z wystającą kryzą. Naboje elaborowane bardziej skoncentrowanym prochem czarnym niż w wersji poprzedniej, zapewniając lepsze osiągi. Pociski wykonane z ołowiu (twardszy stop niż w M1877), bez płaszcza. Nabój stosowany w karabinie M1886 .
- Długość całkowita: 74,12–76,71 mm
- Długość łuski: 57,90 mm
- Średnica pocisku: 11,16 mm
- Masa pocisku: 24,5 g
- Ładunek prochu: ~4,01 g (62 gr)

### 8×50mm R
Poszczególne wersje naboju, można było stosować zamiennie
(wymiary i waga podane w przybliżeniu)   .

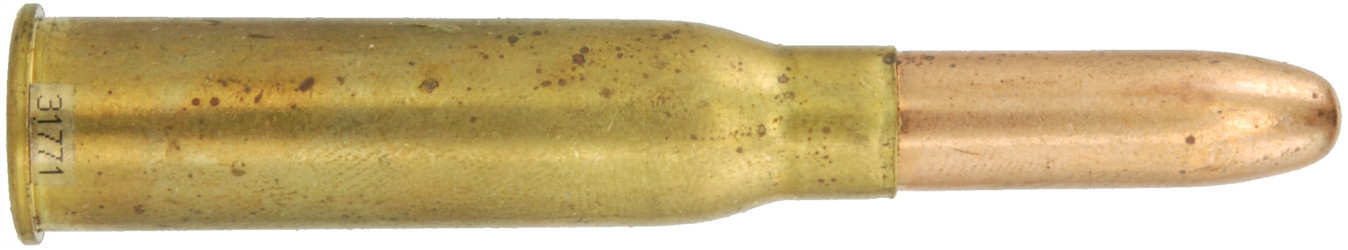
Nabój M1888 lub M1893
(8 × 50 mm R)

M1888. Nabój centralnego zapłonu. Łuska mosiężna z wystającą kryzą. Naboje elaborowane prochem czarnym. Pocisk z ołowianym rdzeniem, pokrytym niklowanym, stalowym płaszczem. Nabój stosowany w karabinie M1888.
- Długość całkowita: 76,21 mm
- Długość łuski: 50,38 mm
- Średnica pocisku: 8,15 mm
- Masa pocisku: 9,36–15,8 g
- Ładunek prochu: ~4,01 g (62 gr)

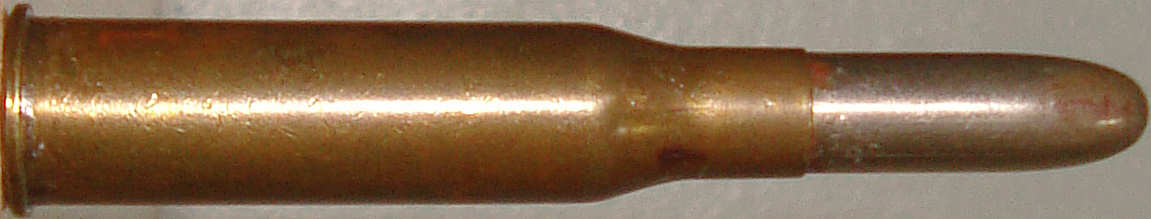
Nabój M1890
(8 × 52 mm R)

M1890. Nabój centralnego zapłonu. Łuska mosiężna z wystającą kryzą. Naboje elaborowane prochem pół-bezdymnym (nitroceluloza z dodatkiem lignocelulozy). Łuskę przedłużono o 2 mm w celu lepszego spalania nie do końca dopracowanego prochu. Z tego powodu, w tej wersji nabój często jest określany jako 8 × 52 mm R. Pocisk z ołowianym rdzeniem, pokrytym niklowanym, stalowym płaszczem. Nabój stosowany w karabinach M1888/90 i M1890.
- Długość całkowita: 76,05 mm
- Długość łuski: 52,40 mm
- Średnica pocisku: 8,15 mm
- Masa pocisku: 9,36–15,8 g
- Ładunek prochu: ~2,78 g (43 gr)

M1893. Nabój centralnego zapłonu. Łuska mosiężna z wystającą kryzą. Naboje elaborowane prochem bezdymnym (nitrocelulozowym), zapewniającym lepsze osiągi. Łuskę z powrotem skrócono o 2 mm do pierwotnego wymiaru. Pocisk z ołowianym rdzeniem, pokrytym niklowanym, stalowym płaszczem. Nabój stosowany w karabinach M1888/90 i M1890, oraz ich następcy – M1895.
- Długość całkowita: 76,21 mm
- Długość łuski: 50,38 mm
- Średnica pocisku: 8,15 mm
- Masa pocisku: 9,36–15,8 g
- Ładunek prochu: ~2,78 g (43 gr)

Na nabojach 8 × 50 mm R wzorowane były łuski rosyjskich nabojów 7,62 × 54 mm R (zaprojektowanych do karabinu Mosina). Dlatego ze względu na zbliżony kształt łuski, w karabinach M1888 i M1890 możliwe jest użycie współczesnych ślepych naboi 7,62 × 54 mm, co wykorzystywane jest przez grupy rekonstrukcji historycznej w inscenizacjach. Użycie amunicji 7,62 × 54 mm R w wersji bojowej nie jest możliwe  .

## Bagnety

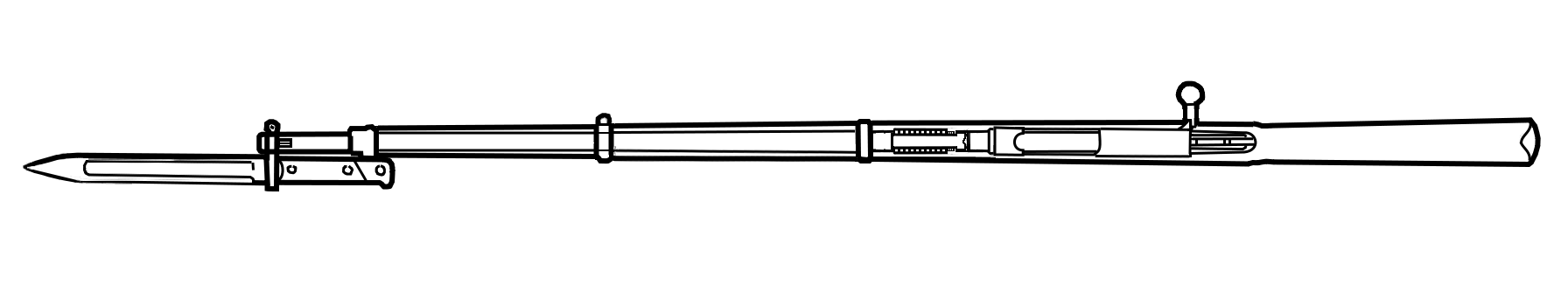
Karabin M1886 z nałożonym bagnetem (widok z góry)

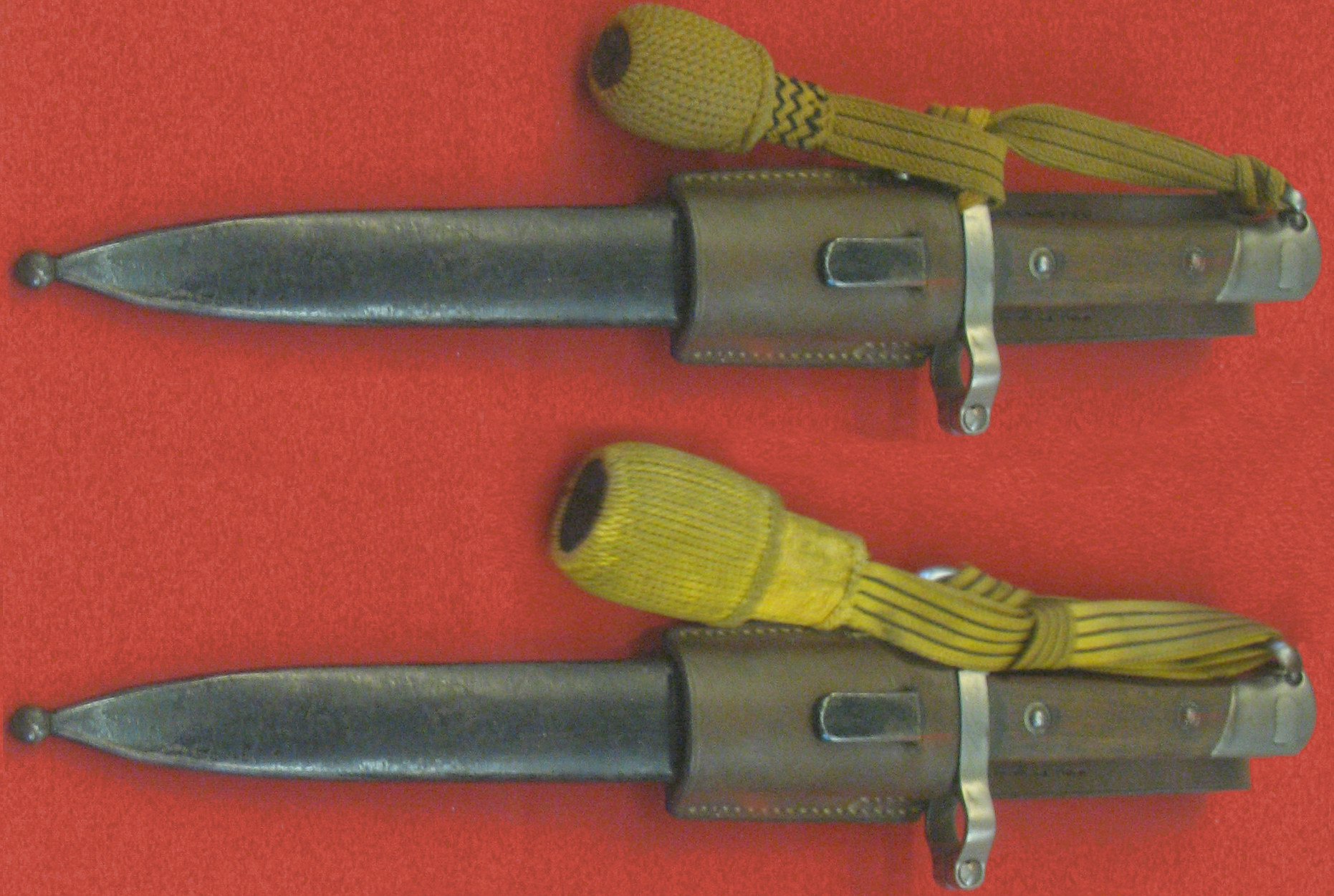
Temblaki zawiązane na sposób: podoficerski (u góry), oficerski (u dołu)

Większość austro-węgierskich bagnetów Mannlichera występowała w dwóch wersjach:
- Żołnierskiej – wersja standardowa przeznaczona dla korpusu szeregowych.
- Podoficerskiej – wersja przeznaczona dla korpusu podoficerów (a od 24 stycznia 1917 r. także dla oficerów, jako zamiennik nieporęcznej szabli[74]). Od wersji żołnierskiej różnił ją będący przedłużeniem jelca „hak”[u], oraz umiejscowiona w przewierconej głowicy antabka. Elementy te służyły do zawiązywania na bagnecie ozdobnego temblaka, będącego wyróżnikiem stopnia lub funkcji. Regulaminowo podoficerowie i oficerowie wiązali temblaki w odmienny sposób.

Na bagnety nanoszono oznaczenia jednostek wojskowych, do których dana broń została przydzielona, np. 80 R – oznaczające Infanterieregiment Nr. 80 (80 Pułk Piechoty), oraz nr broni w danym regimencie. Jednak z czasem w trakcie działań wojennych, w wyniku strat, uzupełnień oraz bałaganu praktyka ta zaczęła zanikać. U nasady głowni, umieszczano 2 sygnatury: z jednej strony skrótową nazwę producenta (np. FGGY), a z drugiej dwugłowego orła oznaczającego że broń została przyjęta na wyposażenie armii .

### Bagnet M1885

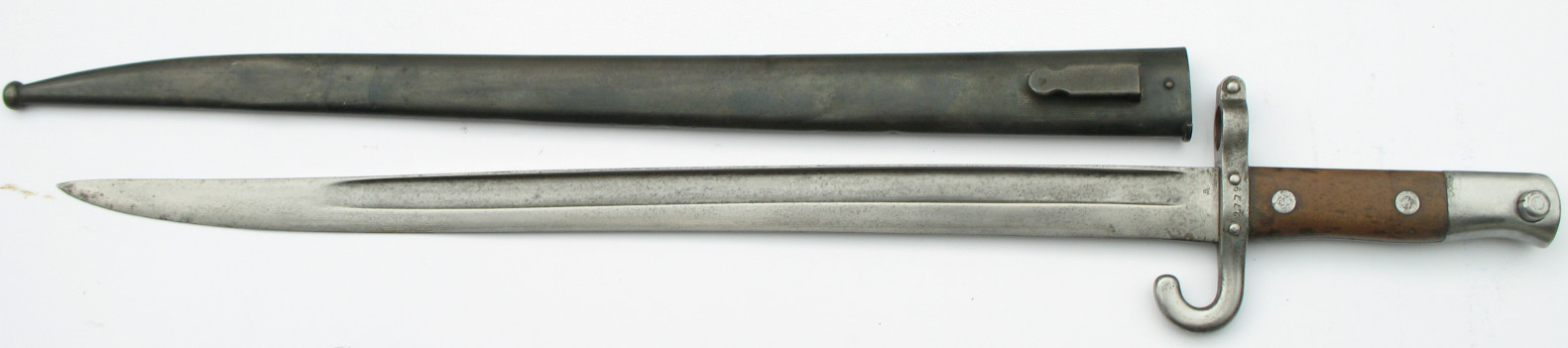
Bagnet M1885 (żołnierski)

Długi bagnet nożowy, wyraźnie wzorowany na bagnecie Werndl M1873. Głownia z długim szerokim zbroczem. Jelec z ramieniem zakrzywionym w charakterystyczny hak (zarówno w wersji żołnierskiej, jak i podoficerskiej) na którym wybijano oznaczenia jednostki. U szczytu jelca znajduje się śruba stabilizująca jego pierścień na lufie. Widoczne wypukłe nity w centralnej części jelca mocujące go do głowni. W głowicy umiejscowiony zatrzask ze spiralną sprężyną wewnętrzną. Drewniane okładziny rękojeści przymocowane były dwoma nitami. Pochwa metalowa, lakierowana na czarno. Bagnet mocowano po prawej stronie na karabinie M1885. W tym modelu hak jelca występował zarówno w wersji żołnierskiej jak i podoficerskiej (wyróżnikiem była jedynie atabka).

### Bagnet M1886
Pierwszy nowoczesny, krótki bagnet nożowy w armii austro-węgierskiej. Głownia z szerokim zbroczem. U szczytu jelca znajduje się śruba stabilizująca jego pierścień na lufie. W głowicy umiejscowiony zatrzask ze spiralną sprężyną wewnętrzną. Oznaczenia jednostki wybijano na środkowej części jelca, a później w trakcie I wojny światowej na spodzie głowicy (jak w bagnetach M1895). Drewniane okładziny rękojeści przymocowane były dwoma nitami. Pochwa metalowa, lakierowana na czarno. Bagnet mocowano po lewej stronie na karabinie M1886.

### Bagnet M1888

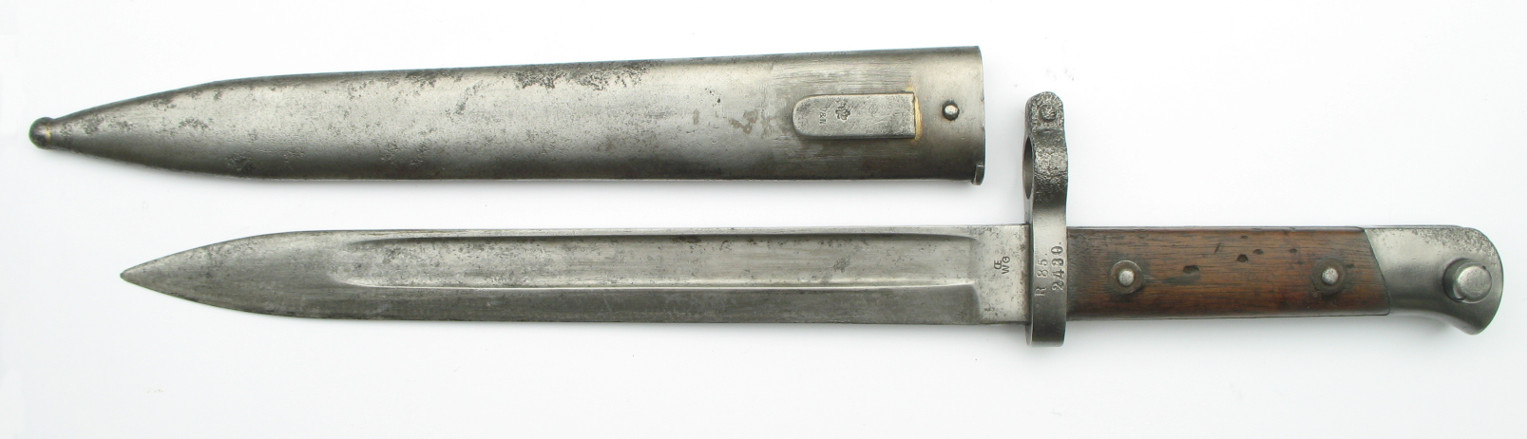
Bagnet M1888 (żołnierski)
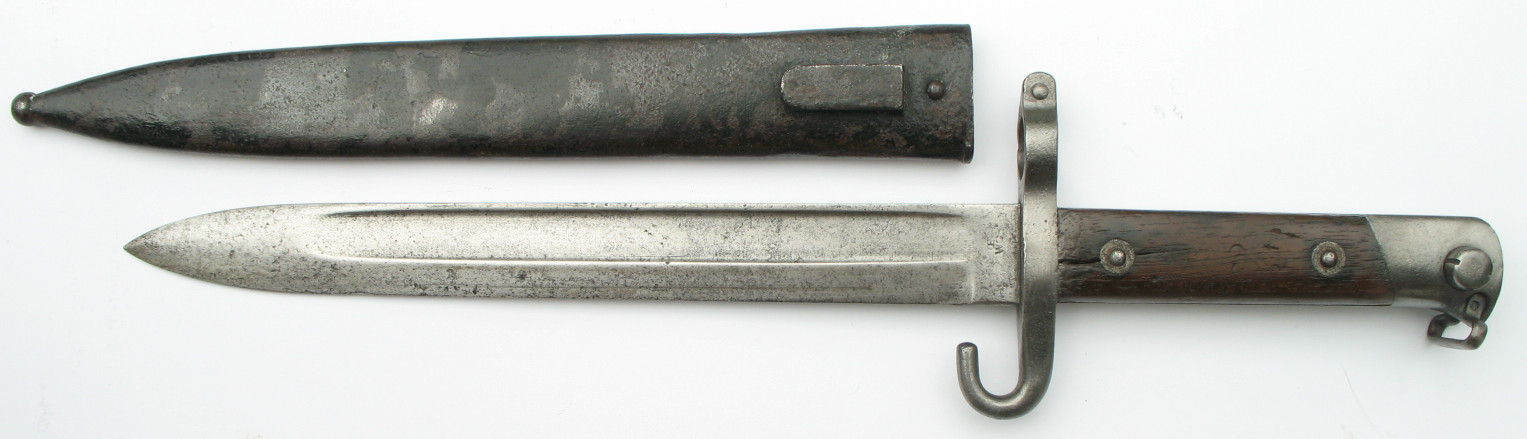
Bagnet M1888 (podoficerski)

Bagnet niemal identyczny jak jego poprzednik – M1886. Jedyna różnica polegała na zwężeniu pierścienia jelca o 1 mm (ze względu na zmniejszenie średnicy lufy w karabinach M1888). Pochwa metalowa, początkowo lakierowana na czarno, a pod koniec wojny na kolory maskujące: szary i khaki. Bagnet mocowano po lewej stronie na karabinach M1888 lub M1890. Bagnety M1888 produkowane były również w Cesarstwie Niemieckim na zamówienie Bułgarii .

### Bagnet M1890

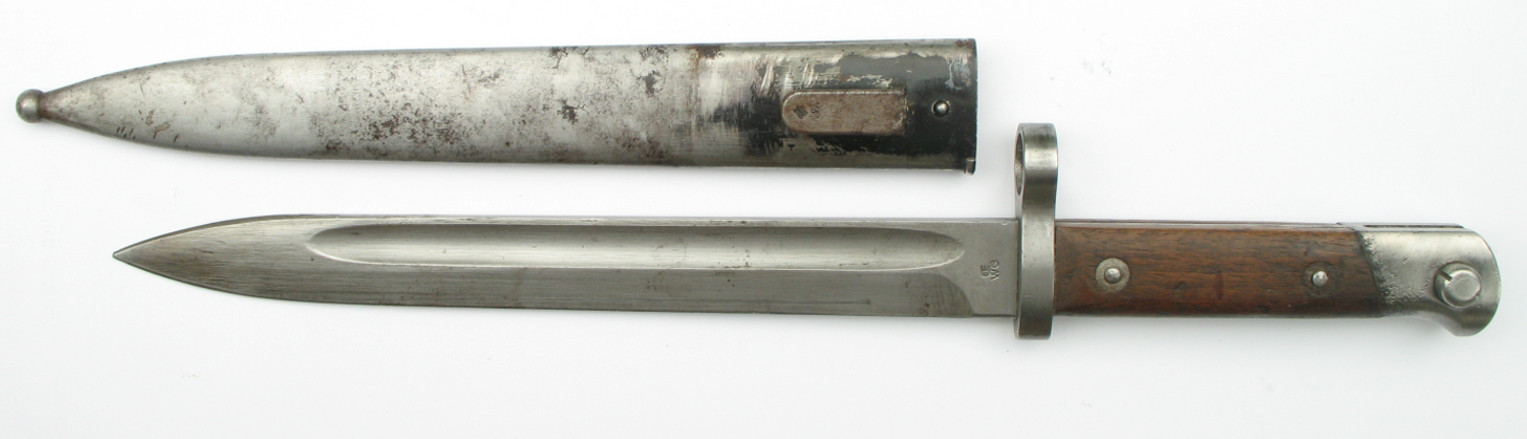
Bagnet M1890 (żołnierski)

Uproszczona wersja bagnetu M1888, pozbawiona śruby stabilizującej na jelcu. Głownia z wąskim  bądź szerokim  zbroczem. Bagnet mocowano po lewej stronie na karabinach M1888 lub M1890.

### Bagnet M1890/95

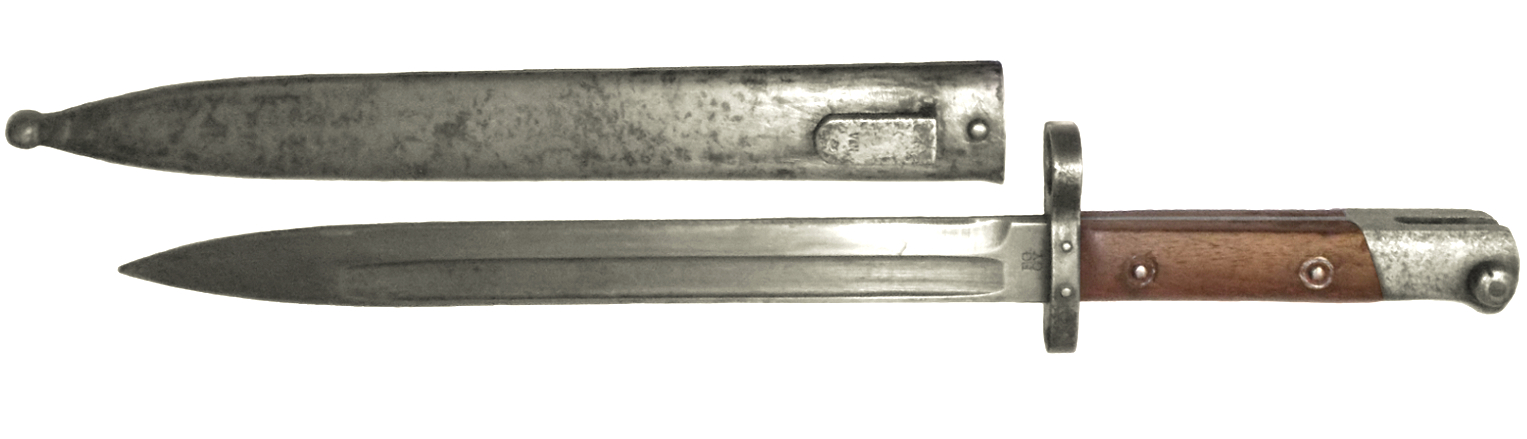
Bagnet M1890/95 (żołnierski)
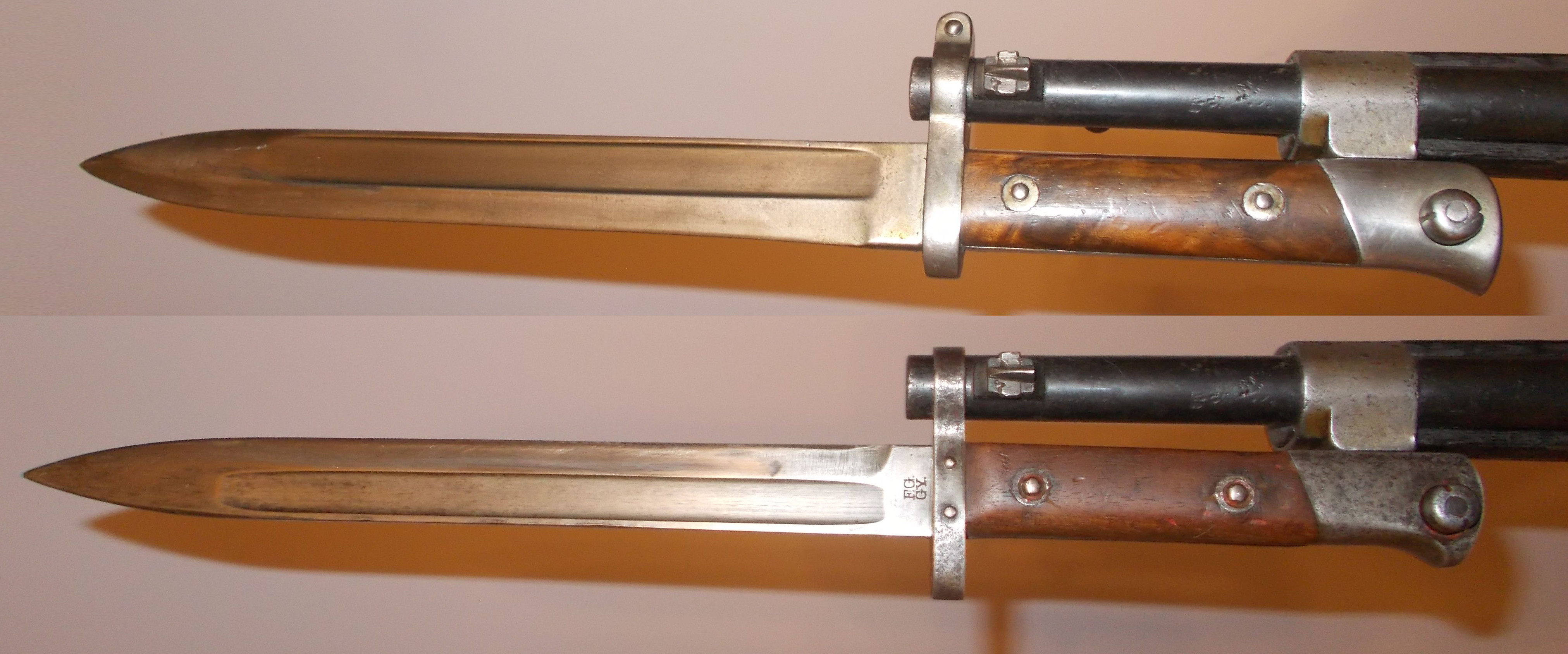
Porównanie mocowania bagnetów: M1888 (u góry) M1890/95 (na dole) Widoczna różnica w ułożeniu ostrza

Bagnet produkowany z wykorzystaniem elementów bagnetów M1895 (a tym samym konstrukcyjnie do nich zbliżony), przystosowany do montażu na starszych modelach karabinów: M1888 i M1890. Głownia z szerokim zbroczem. Widoczne wypukłe nity w centralnej części jelca mocujące go do głowni. Bagnet różni się od M1895 dłuższą głowicą orasz szerszym o ok. 1,5 mm pierścieniem jelca. Jako że w produkcji wykorzystano głownie bagnetów M1895, po założeniu na karabin, krawędź tnąca zwrócona jest do wewnątrz, a więc w kierunku przeciwnym niż w starszych modelach. Ten wzór bagnetu produkowano wyłącznie w zakładach Fegyver- és Gépgyár (F.G.GY.) w Budapeszcie. Bagnet mocowano po lewej stronie na karabinach M1888 lub M1890.

### Bagnety zastępcze (Ersatzseitengewehr)

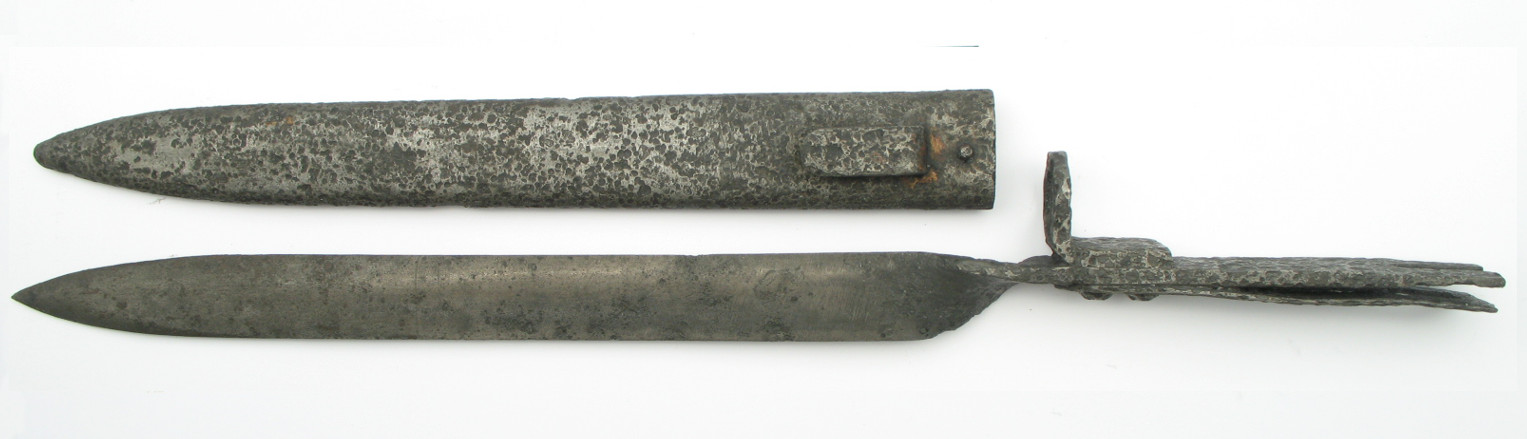
Bagnet zastępczy wykonany z płaskowników
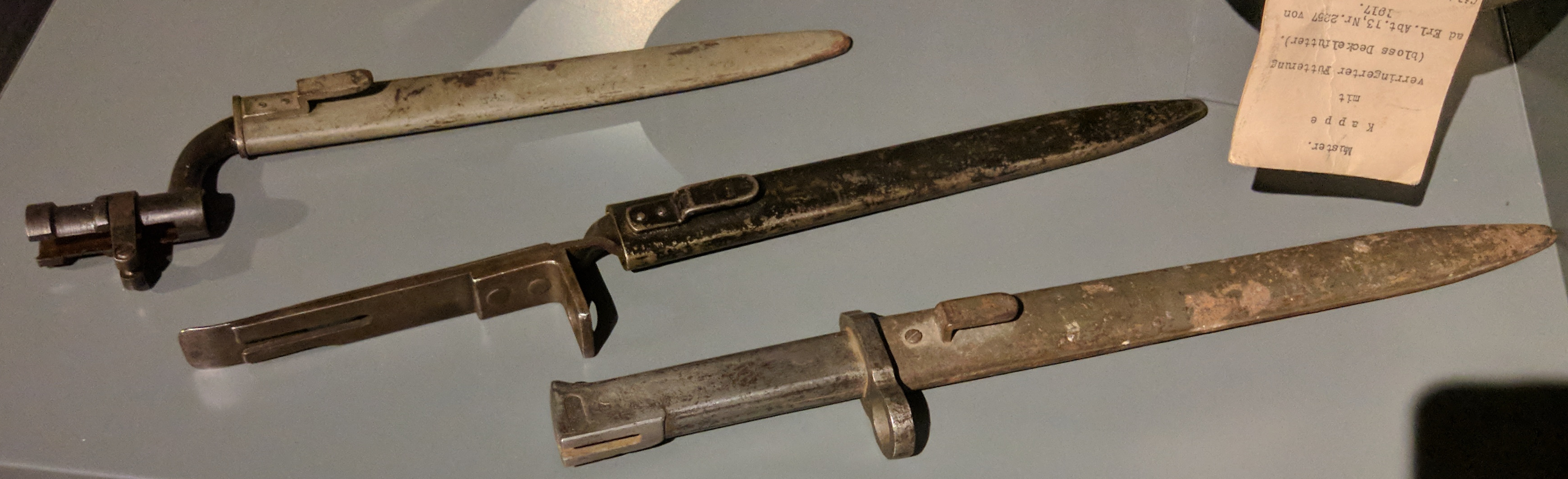
Przykłady różnych bagnetów zastępczych

Potocznie określane jako Ersatz. W czasie I wojny światowej, w wyniku coraz trudniejszych do nadrobienia strat w ekwipunku oraz problemów gospodarczych, dążono do jak największego uproszczenia konstrukcji bagnetów. Celem takiego działania było przyśpieszenie i zwiększenie produkcji, jak również skrajne zredukowanie kosztów i potrzebnych materiałów. Efektem było dość kuriozalne wprowadzenie bagnetów, mających najczęściej formę dwóch wyprofilowanych i zagiętych płaskowników, połączonych ze sobą nitami. Konstrukcja pozbawiona była rękojeści, a rolę zatrzasku spełniała połączona z płaskownikiem, sprężynująca blaszka. Mimo fatalnej jakości tej prymitywnej broni, udało się osiągnąć zamierzone cele, włączając do produkcji również małe manufaktury, nie posiadające specjalistycznego sprzętu.
Należy podkreślić ogromną różnorodność bagnetów zastępczych. Oprócz konstrukcji opartych na płaskownikach, w ramach broni zastępczej, wytwarzano również różnego rodzaju: bagnety tulejowe , bagnety z rękojeściami metalowymi, z głowniami noży okopowych M1917, jak również adaptowano bagnety zdobyczne i przestarzałe modele wycofane z uzbrojenia .

### Bagnety nieregulaminowe
Potocznie określane jako: „Prywatne”, „Wyjściowe”, „Paradne”, „Oficerskie”. Bagnety produkowane przez prywatnych przedsiębiorców, w celu sprzedaży na wolnym rynku, nie zamawiane przez wojsko. Jako przeznaczone dla prywatnych nabywców, zazwyczaj posiadały bardziej estetyczne wykonanie – niklowane elementy metalowe, czasem okładziny wykonane z egzotycznego drewna lub polerowanej kości. Były w mniejszym lub większym stopniu wzorowane na oryginalnych bagnetach regulaminowych, z tego względu nie zawsze możliwe było zamocowanie ich na karabinach (przypadki nie stosowania oryginalnych wymiarów, brak zatrzasku bądź jego atrapa). Chętnie kupowane przez żołnierzy, podoficerów i oficerów jako prywatna broń, pamiątka, bądź ozdobny dodatek do munduru w czasie przepustek. Użytkownicy często ozdabiali rękojeści poprzez mocowanie do nich emblematów pułkowych.
Oprócz możliwości zakupu tego typu broni, żołnierze często, indywidualnie modyfikowali w taki sposób broń służbową (niklowanie, zdobienie, wymiana okładzin itp.), co było regulaminowo zabronione. Wykorzystywano w tym celu również bagnety zdobyczne.

### Dane taktyczno-techniczne bagnetów
Wersje żołnierskie
(wymiary i waga podane w przybliżeniu)     .
| Wzór                            | M1885 | M1886 | M1888       | M1890       | M1890/95    |
| Długość całkowita (mm)          | 603   | 376   | 376         | 376         | 372         |
| Długość głowni (mm)             | 469   | 248   | 248         | 248         | 246         |
| Średnica pierścienia jelca (mm) | 17,5  | 17,5  | 16,5        | 16,5        | 16,5        |
| Masa (g)                        | 580   | 310   | 310         | ?           | 290         |
| Stosowany do karabinu           | M1885 | M1886 | M1888 M1890 | M1888 M1890 | M1888 M1890 |

## Użytkownicy

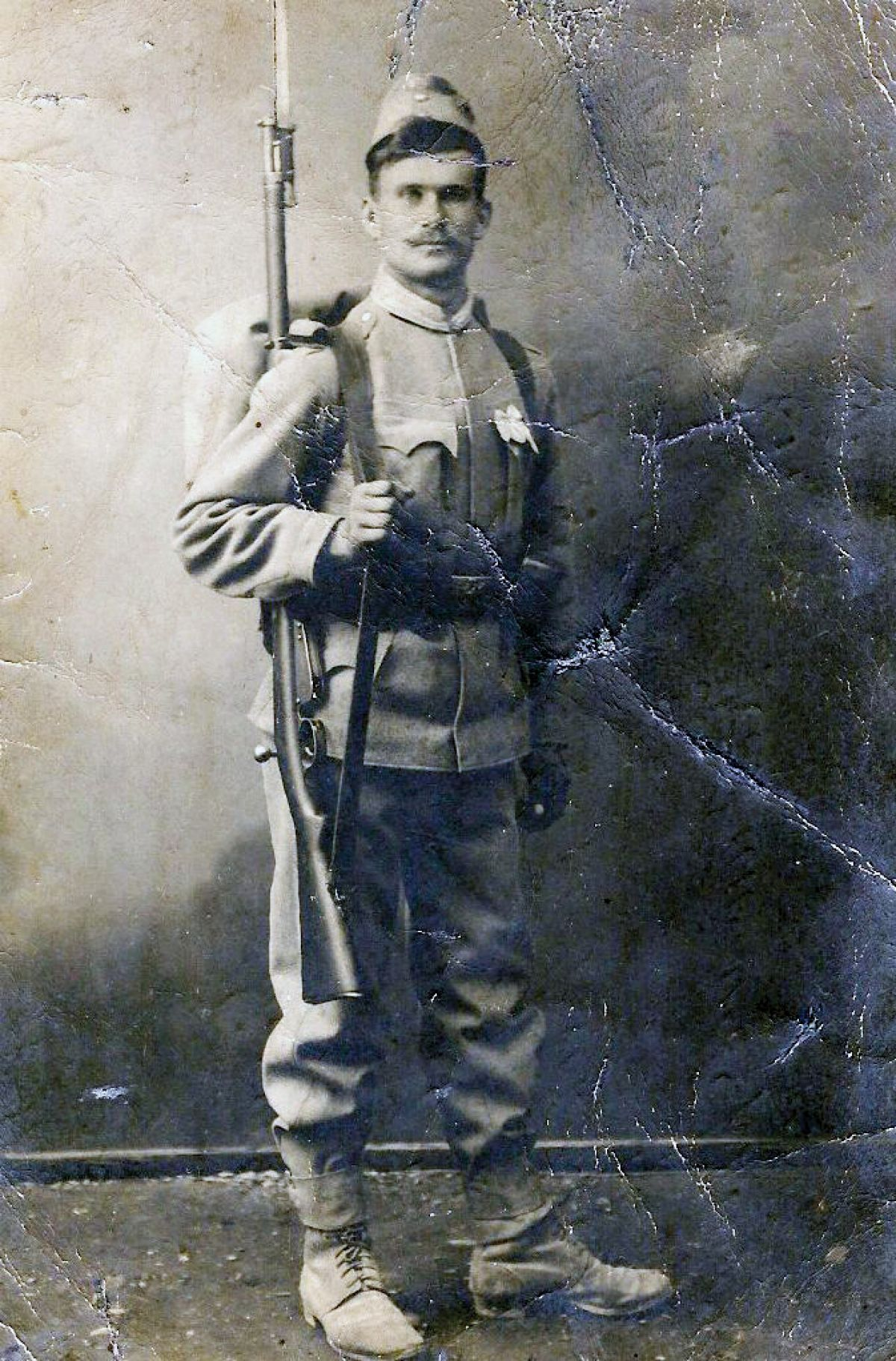
Anton Jurečič, żołnierz austro-węgierskiego 17 Pułku piechoty, uzbrojony w karabin M1888, wrzesień 1914 r.

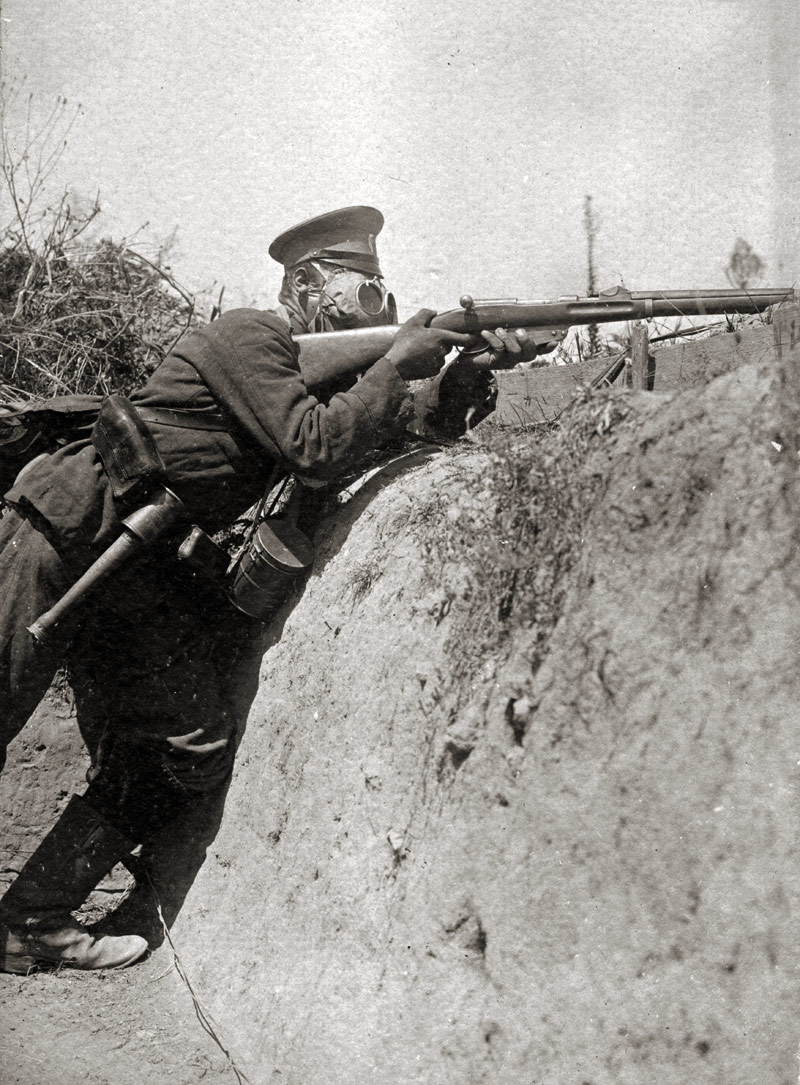
Bułgarski żołnierz strzelający z karabinu M1888/90 Front salonicki, 1917 r. (widoczna „niepełna” nakładka na celownik)

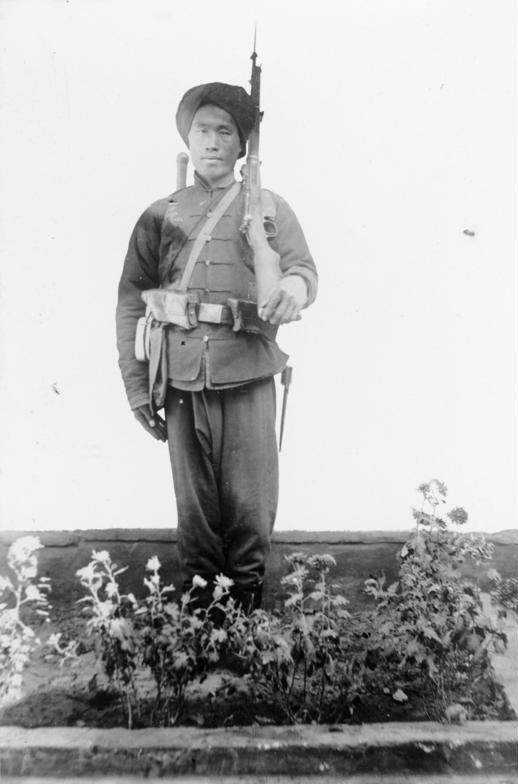
Chiński żołnierz uzbrojony w karabin M1888. Qingdao, Chiny

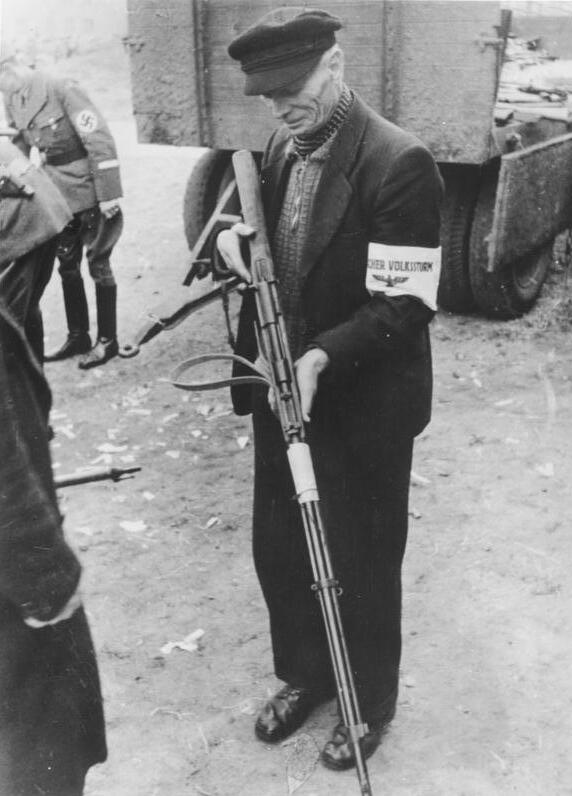
Żołnierz Volkssturmu z karabinem M1888/95 (widoczny celownik ramkowy). III Rzesza, 1944 r.

- Austro-Węgry. Podstawowy karabin armii austro-węgierskiej w latach 1886–1896. Od 1896 r. oficjalnie zastąpiony karabinem M1895. Mimo to pozostał na wyposażeniu do końca istnienia tego państwa (1918 r.).
Po I wojnie światowej, karabiny zostały odziedziczone przez państwa tworzące się na gruzach Austro-Węgier (nie stanowiąc jednak broni podstawowej i zazwyczaj szybko wycofywane z uzbrojenia):
  -  Austria (Republika Niemieckiej Austrii / Republika Austriacka).
  -  Czechosłowacja (I Republika Czechosłowacka / II Republika Czechosłowacka). W 1939 r. Czechosłowacja posiadała 6751 szt. M1886/90 oraz 72 507 szt. M1888, M1888/90, M1890[99].
  -  Polska. Karabiny w wersjach M1888/90 i M1890 (wraz z innymi wzorami broni) używane były początkowo w Legionach Polskich (później Polski Korpus Posiłkowy i Polska Siła Zbrojna) w czasie I wojny światowej. Stąd po jej zakończeniu (razem z liczniejszymi M1895) trafiły na wyposażenie tworzącego się Wojska Polskiego. W 1919 r. mannlichery (wszystkich typów) stanowiły łącznie 40% karabinów polskiej armii i wykorzystane zostały w czasie wojny polsko-bolszewickiej (1919-1921). W latach 1921–1929 w karabiny te wyposażeni byli jeszcze niektórzy żołnierze z 21, 22, 24 i 26 dywizji piechoty. Począwszy od 1921 r. przestarzałe i wyeksploatowane M1888/90 i M1890 sukcesywnie usuwano z wyposażenia, do 1929 zastępując je w pełni kb. wz. 98[100] [101]. W 1937 r. kilka tys. egzemplarzy M1888/90 i M1890 sprzedano do ogarniętej wojną domową Hiszpanii[102][103]. We wrześniu 1939 r. Wojsko Polskie posiadało jeszcze na stanie 21 tys. mannlicherów wszystkich typów (głównie M1895, liczba ewentualnie posiadanych M1888/90 i M1890 nie jest znana)[103]. Bojowe użycie M1888/90 i M1890 w kampanii wrześniowej nie zostało odnotowane i jednocześnie jest bardzo mało prawdopodobne, ponieważ karabiny te nie stanowiły wyposażenia żadnych jednostek, a ostatnie dostępne egzemplarze były od 10 lat zmagazynowane lub zostały sprzedane. Oryginalnym polskim pomysłem była próba przebudowania części karabinów M1888/90 (lub M1890) na karabiny samopowtarzalne. Prace w tym kierunku prowadzono w latach 1920–1921 w Zbrojowni Wojsk Polskich we Lwowie, czego efektem było powstanie prototypu karabinu kbsp wz. 1921, jednak z nieznanych przyczyn po wyprodukowaniu kilku egzemplarzy zaniechano dalszych prac w tym kierunku[104].
  -  Jugosławia (Królestwo SHS / Królestwo Jugosławii).
  -  Węgry (Węgierska Republika Ludowa / Węgierska Republika Rad / Królestwo Węgier).
- Bułgaria. Carstwo Bułgarii było głównym zagranicznym odbiorcą karabinów w wersjach M1888, M1886/90, M1888/90. Stanowiły one obok M1895 podstawowy karabin armii bułgarskiej i zostały masowo wykorzystane w czasie II wojny bałkańskiej (1913) oraz I wojny światowej. Ze względu na problemy finansowe, Bułgaria chętnie skupowała, również egzemplarze używane, wycofywane z wyposażenia armii austro-węgierskiej, jak chociażby w latach 1913–1914, kiedy to po przegranej II wojnie bałkańskiej zakupiono 140 tys. szt.[35]  Bułgaria również samodzielnie konwertowała karabiny M1888 do standardu M1890. Od austro-węgierskich M1888/90, różnią się zastosowanymi nakładkami na celownik. Nakładki bułgarskie obejmują tylko część podstawy celownika, formując na jego bocznych ściankach charakterystyczne półokręgi[35] .
- Chile. Karabiny Mannlichera odegrały bardzo istotną rolę podczas chilijskiej wojny domowej (1891). Jednocześnie było to ich pierwsze użycie w warunkach wojennych. W trakcie konfliktu, prezydent José Manuel Balmaceda zamówił w Austro-Węgrzech 3500 szt. mannlicherów w wersji M1888/90, wraz z zapasem amunicji M1890. Transport został jednak przejęty przez rebeliantów i wykorzystany przeciwko wojskom rządowym w bitwach pod Concón i Placilla. Duży zasięg, celność oraz niespotykana wcześniej szybkostrzelność mannlicherów, doprowadziły do załamania się morale i wybuchu paniki wśród wojsk rządowych, co walnie przyczyniło się do zwycięstwa rebeliantów i obalenia prezydenta Balmaceda[65] [105][106]. Po wojnie armia chilijska zakupiła ok. 32 tys. mannlicherów różnych typów[18] [35] [107].
- Cesarstwo Chińskie /  Republika Chińska. Nieznaną bliżej liczbę karabinów M1886[108] oraz M1888[109]  zakupiło Cesarstwo Chińskie. Karabiny zostały wykorzystane w czasie wojny chińsko-japońskiej (1894-1895). Po wojnie uruchomiono własną nielicencjonowaną produkcję zmodyfikowanego M1888 jako Kuaili 1888. Karabiny wykorzystywane były również po upadku dynastii Qing i proklamowaniu republiki[60] [61] [53] .
- Grecja. Armia grecka posiadała dużą liczbę zdobycznych mannlicherów, przejętych w II wojnie bałkańskiej (od Bułgarii) i I wojnie światowej (od Bułgarii i Austro-Węgier). Wykorzystano je w czasie wojny grecko-tureckiej (1919–1922)[110] [111].
- Hiszpania[112]. W czasie hiszpańskiej wojny domowej (1936-1939) Polska (jako jedno z wielu państw) sprzedawała broń zarówno stronie republikańskiej, jak i nacjonalistycznej. W kwietniu 1937 r. na pokładzie statku „Tinge”, dostarczono republikanom, transport broni zawierający m.in. przestarzałe M1888/90 (poniżej 7 tys. szt.[x]) wraz z zapasem starej amunicji M1890[113][102]. W tym samym miesiącu, strona nacjonalistyczna przechwyciła statek „Hordena”, wiozący kolejny polski transport dla republikanów. W ręce nacjonalistów dostało się m.in. 5 tys. M1888/90 i M1890, jednak ze względu na nietypową amunicję, najprawdopodobniej nie zostały przez nich użyte w walce[114][115][116] .
- Imperium Rosyjskie /  FSRR. Imperium Rosyjskie zdobyło bardzo dużą liczbę mannlicherów (wszystkich typów, w tym M1895) na armii austro-węgierskiej w czasie I wojny światowej (po swoich początkowych sukcesach na froncie wschodnim). Skala zdobyczy była tak duża, że Rosjanie uruchomili własną produkcję amunicji 8 × 50 mm R oraz ładowników. Karabiny kierowane były przede wszystkim do jednostek kawalerii oraz marynarki wojennej. Pozostały one na wyposażeniu armii aż do końca rosyjskiej wojny domowej w 1922 r., po czym używane były jako broń treningowa[117] [71].
- Rumunia. Tuż przed wybuchem II wojny bałkańskiej w 1913 r., Królestwo Rumunii zakupiło 60 tys. karabinów M1890 i M1895[118]. Armia rumuńska posiadała również egzemplarze zdobyczne, przejęte w II wojnie bałkańskiej (od Bułgarii) i I wojnie światowej (od Bułgarii i Austro-Węgier).
- III Rzesza. Karabiny przejęte przez III Rzeszę po aneksji Austrii (1938) oraz rozbiorze Czechosłowacji (1938–1939), wykorzystane zostały w czasie II wojny światowej na potrzeby Volkssturmu[119] [8].
- Syjam. W związku z niewywiązaniem się przez Bułgarię z jednego kontraktu na zakup mannlicherów, w latach 90 XIX w. Œ.W.G. sprzedało 15 tys.[120] [121]  karabinów M1888/90 do Syjamu (dzisiejszej Tajlandii). Istnieją również niepotwierdzone informacje, jakoby dokonano tam przebudowy części zakupionych M1888/90 na karabinki, na użytek tajskiej policji[35] [53] . Mimo iż, M1888/90 nie został ostatecznie wybrany na karabin podstawowy syjamskich sił zbrojnych, to dostarczona z karabinami amunicja zyskała uznanie. Dlatego też gdy zdecydowano się na licencyjną produkcję karabinu Mauser Gew98, opracowano dla Syjamu wersję zasilaną austro-węgierską amunicją 8 × 50 mm R. Ze względu na niewystarczające możliwości produkcyjne, syjamski Mauser Typ 46[y] produkowany był w Japonii w tokijskim arsenale Koishikawa[122] [35] .
- Wielka Brytania. Niewielka liczba karabinów zdobyta na włoskich wojskach kolonialnych we Włoskiej Afryce Wschodniej (1941 r.). Wykorzystane były incydentalnie w kolonialnych oddziałach wartowniczych oraz jako broń treningowa[123] .
- Włochy. Armia włoska używała zdobycznych karabinów Mannlichera już w czasie I wojny światowej. Po wojnie Królestwo Włoch otrzymało dużą liczbę karabinów M1888/90 (oraz M1895) w ramach reparacji wojennych. M1888/90 został przyjęty na wyposażenie jako Fucile Mannlicher Modello 88-90 i wykorzystany następnie w czasie II wojny światowej. Przydzielano go jednak wyłącznie jednostkom tyłowym. Karabiny trafiły również do włoskich kolonii w Afryce[123] [65] .